# 딥 임팩트 (말)
딥 임팩트(Deep Impact, 2002년 3월 25일 - 2019년 7월 30일)은 일본의 경주마, 종모마다.
경주마로서 2005년에 심볼리 루돌프 이래 일본 경마 사상 2마리째가 되는, 무패로의 중앙경마 클래식 삼관을 달성, 2006년에는 일본 조교마로서는 처음으로 잔디 부문·장거리 부문에서 세계 랭킹 1위가 되었다.
씨수말로서는 2012년부터 2021년의 일본의 리딩 사이어이다. 2020년에는 산구 콘트레일이 일본 경마 사상 3번째 무패로 중앙경마 클래식 삼관을 달성해 세계 최초의 부자 2세대 무패 삼관을 달성했다.
2005년에 JRA상 연도 대표마·최우수 3세 수말, 2006년에 연도 대표마·최우수 4세 이상 수말을 수상해, 2008년에는 현창마로 선출되었다.

## 경주 성적
다음 내용은 넷케이바 및 GENYcourses의 정보를 기반으로 한다.
| 날짜        | 경마장   | 경기명          | 등급 | 트랙       | 배당 (인기 순위) | 순위 | 시간       | 기수        | 우승마 (2위마)    |
| ----------- | -------- | --------------- | ---- | ---------- | ---------------- | ---- | ---------- | ----------- | ----------------- |
| 2004.12.19. | 한신     | 2세 신마        | -    | 잔디 2000m | 1.1 (1)          | 1    | 2:03.8     | 다케 유타카 | (콘고 리키시오)   |
| 2005.01.22. | 교토     | 약구 스테익스   | OP   | 잔디 2000m | 1.1 (1)          | 1    | 2:00.8     | 다케 유타카 | (케이아이 헤네시) |
| 2005.03.06. | 나카야마 | 야요이상        | G2   | 잔디 2000m | 1.2 (1)          | 1    | 2:02.2     | 다케 유타카 | (어드마이어 재팬) |
| 2005.04.17. | 나카야마 | 고월상          | G1   | 잔디 2000m | 1.3 (1)          | 1    | 1:59.2     | 다케 유타카 | (식스 센스)       |
| 2005.05.29. | 도쿄     | 도쿄 우준       | G1   | 잔디 2400m | 1.1 (1)          | 1    | 2:23.3     | 다케 유타카 | (인티 라이미)     |
| 2005.09.25. | 한신     | 고베 신문배     | G2   | 잔디 2000m | 1.1 (1)          | 1    | 1:58.4 (R) | 다케 유타카 | (식스 센스)       |
| 2005.10.23. | 교토     | 국화상          | G1   | 잔디 3000m | 1.0 (1)          | 1    | 3:04.6     | 다케 유타카 | (어드마이어 재팬) |
| 2005.12.25. | 나카야마 | 아리마 기념     | G1   | 잔디 2500m | 1.3 (1)          | 2    | 2:32.0     | 다케 유타카 | 하츠 크라이       |
| 2006.03.19. | 한신     | 한신 대상전     | G2   | 잔디 3200m | 1.1 (1)          | 1    | 3:08.8     | 다케 유타카 | (토카이 트릭)     |
| 2006.04.30. | 교토     | 춘계 천황상     | G1   | 잔디 3200m | 1.1 (1)          | 1    | 3:13.4 (R) | 다케 유타카 | (링컨)            |
| 2006.06.25. | 교토     | 다카라즈카 기념 | G1   | 잔디 2200m | 1.1 (1)          | 1    | 2:13.0     | 다케 유타카 | (나리타 센추리)   |
| 2006.10.01. | 롱샹     | 개선문상        | G1   | 잔디 2400m | 1.5 (1)          | DQ   | 3위 입선   | 다케 유타카 | 레일 링크         |
| 2006.11.26. | 도쿄     | 재팬컵          | G1   | 잔디 2400m | 1.3 (1)          | 1    | 2:25.1     | 다케 유타카 | (드림 패스포트)   |
| 2006.12.24. | 나카야마 | 아리마 기념     | G1   | 잔디 2500m | 1.2 (1)          | 1    | 2:31.9     | 다케 유타카 | (폽 록)           |

- DQ: 실격 (Disqualified)
- R: 신기록 (Record)
- 경주 성적표 주석

1. ↑  프랑스에서는 복수의 사업자 (북 메이커)가 자유롭게 마권을 판매할 수 있기 때문에, 업자마다 배율은 달라, 인기와는 연동하지 않는다. 여기에서는 롱샹 경마장 내의 배율[7]을 나타낸다. (프랑스는 파리 뮤추얼 방식을 채용하고 있어 경마장 내에서 마권을 사는 한에 있어서는 인기와 배율은 연동한다)

## 주요 산구

### GI급 경주 우승마
굵은 글씨는 GI 경주, 경주명 앞의 국기는 개최국 (일본 이외의 경우에 명기), 일본 외 조교마의 이름은 영자로 명기
- 2008년산
  - 토센 라  (마일 챔피언십, 교토 기념, 키사라기상)[9]
  - 다논 샤크  (마일 챔피언십, 교토 금배, 후지 스테익스)[9]
  - 리얼 임팩트  (야스다 기념,  조지 라이더 스테익스[10], 한신 컵 2회)[9]
  - 마르셀리나  (앵화상, 머메이드 스테익스)[9]
- 2009년산
  - 젠틸돈나  (암말 삼관  (앵화상, 우준 빈마, 추화상), 재팬컵 2회,  두바이 시마 클래식[11], 아리마 기념, 로즈 스테익스, 신잔 기념)[12]
  - 딥 브릴란테  (도쿄 우준, 도쿄 스포츠배 2세 스테익스)[12]
  - 스필버그  (천황상 (가을))[12]
  - 비르시나  (빅토리아 마일 2회, 퀸 컵)[12]
  - 주아 드 비브르  (한신 주버나일 필리즈)[12]
  - 레드 킹덤  (나카야마 대장해)[12]
  - 뷰티 팔러 / Beauty Parlour  ( 풀 데세 드 풀리시,  그롯상)[13]
- 2010년산
  - 키즈나  (도쿄 우준,  니엘상[14], 산케이 오사카배, 교토 신문배, 마이니치배)[15]
  - 아유산  (앵화상)[15]
  - 라키시스  (엘리자베스 여왕배, 산케이 오사카배)[15]
- 2011년산
  - 쇼난 판도라  (재팬컵, 추화상, 올커머)[16]
  - 에이신 히카리  ( 홍콩 컵[17],  이스판상[18], 마이니치 왕관, 엡섬 컵)[16]
  - 마리알라이트  (타카라즈카 기념, 엘리자베스 여왕배)[16]
  - 미키 아일  (NHK 마일 컵, 마일 챔피언십, 스완 스테익스, 한큐배, 신잔 기념, 알링턴 컵)[16]
  - 하프스타  (앵화상, 삿포로 기념, 튤립상, 니가타 2세 스테익스)[16]
  - 사토노 알라딘  (야스다 기념, 케이오배 스프링 컵, 스완 스테익스)[16]
  - 토센 스타덤 / Tosen Stardom[주 2] ( 투락 핸디캡[19],  에미레이트 스테익스[20], 챌린지 컵, 키사라기상)[16]
- 2012년산
  - 미키 퀸  (우준 빈마, 추화상, 한신 암말 스테익스)[21]
  - 리얼 스틸  ( 두바이 터프[22], 마이니치 왕관, 쿄도 통신배)[21]
  - 다논 플래티나  (아사히배 퓨처리티 스테익스, 후지 스테익스)[21]
  - 쇼난 아델라  (한신 주버나일 필리즈)[21]
- 2013년산
  - 사토노 다이아몬드  (국화상, 아리마 기념, 한신 대상전, 고베 신문배, 교토 대상전, 키사라기상)[23]
  - 비블로스  (추화상,  두바이 터프[24])[23]
  - 마카히키  (도쿄 우준,  니엘상[25], 교토 대상전, 야요이상)[23]
  - 디 마제스티  (고월상, 세인트 라이트 기념, 쿄도 통신배)[23]
  - 신할라이트  (우준 빈마, 로즈 스테익스, 튤립상)[23]
  - 줄 포레일 (빅토리아 마일)[23]
- 2014년산
  - 알 아인  (고월상, 오사카배, 마이니치배)[26]
  - 피어스 임팩트 / Fierce Impact ( 마카이비 데바 스테익스,  투락 핸디캡,  칸타라 스테익스,  서머 컵)[27]
  - 사토노 아레스  (아사히배 퓨처리티 스테익스)[26]
  - 앙주 데지르  (JBC 레이디스 클래식, 엠프레스배, 수퍼 킹 레이디 컵, 마린 컵)[28]
- 2015년산
  - 피에르망 (국화상, 천황상 (봄) 2회)[29]
  - 와그네리언 (도쿄 우준, 고베 신문배, 도쿄 스포츠배 2세 스테익스)[29]
  - 색슨 워리어 / Saxon Warrior  ( 레이싱 포스트 트로피,  2000 기니 스테익스,  베레스포드 스테익스)[30]
  - 스터디 오브 맨 / Study of Man  ( 조케 쿠르브상,  그레퓨르상)[31]
  - 케이아이 노티크  (NHK 마일 컵)[29]
  - 다논 프리미엄  (아사히배 퓨처리티 스테익스, 야요이상, 금박상, 마일러즈 컵, 사우디 아라비아 로열 컵)[29]
  - 글로리 베이즈 ( 홍콩 버즈2回[32], 교토 대상전, 닛케이 신춘배)[29]
- 2016년산
  - 그란 알레그리아  (앵화상, 야스다 기념, 스프린터스 스테익스, 마일 챔피언십 2회, 빅토리아 마일, 한신 컵, 사우디 아라비아 로열 컵)[33]
  - 월드 프리미어 (국화상, 천황상 (봄))[33]
  - 러브즈 온리 유  (우준 빈마, 퀸 엘리자베스 2세 컵, 브리더스 컵 필리 & 메어 터프, 홍콩 컵, 교토 기념)[33]
  - 로저 배로즈  (도쿄 우준)[33]
  - 다논 판타지  (한신 주버나일 필리즈, 한신 컵, 스완 스테익스, 튤립상, 로즈 스테익스, 판타지 스테익스)[33]
  - 다논 킹리  (야스다 기념, 나카야마 기념, 마이니치 왕관, 쿄도 통신배)[33]
- 2017년산
  - 콘트레일  (호프풀 스테익스, 클래식 삼관 (고월상, 도쿄 우준, 국화상), 재팬컵, 고베 신문배, 도쿄 스포츠배 2세 스테익스)[34]
  - 팬시 블루 / Fancy Blue  ( 디아누상,  낫소 스테익스)[35]
  - 레이 파팔레  (오사카배, 챌린지 컵)[34]
  - 포타제  (오사카배)[34]
- 2018년산
  - 샤흐리야르  (도쿄 우준, 마이니치배, 두바이 시마 클래식)[36]
  - 스노폴 / Snowfall  ( 오크스,  아일리시 오크스,  요크셔 오크스, 뮤지드라 스테익스)[37]
  - 아카이 토리노 무스메  (추화상, 퀸 컵)[36]
  - 프로폰도 / Profondo  (스프링 챔피언 스테이크스)[38]
  - 글린트 오브 호프 / Glint of Hope  (슈웹스 오크스)[39]
- 2019년산
  - 킬러 어빌리티 (호프풀 스테익스)[40]

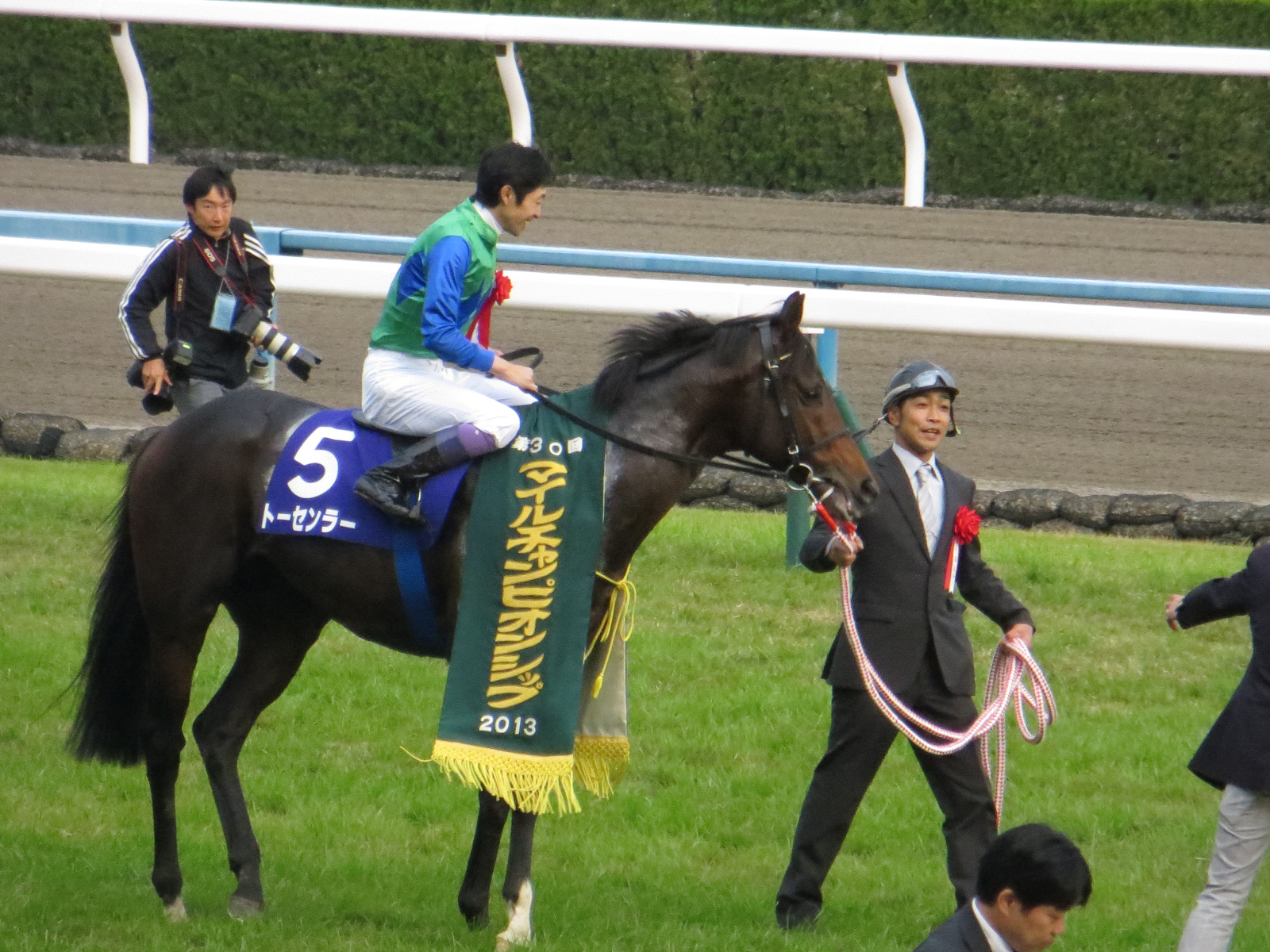
토센 라 (2008년산)
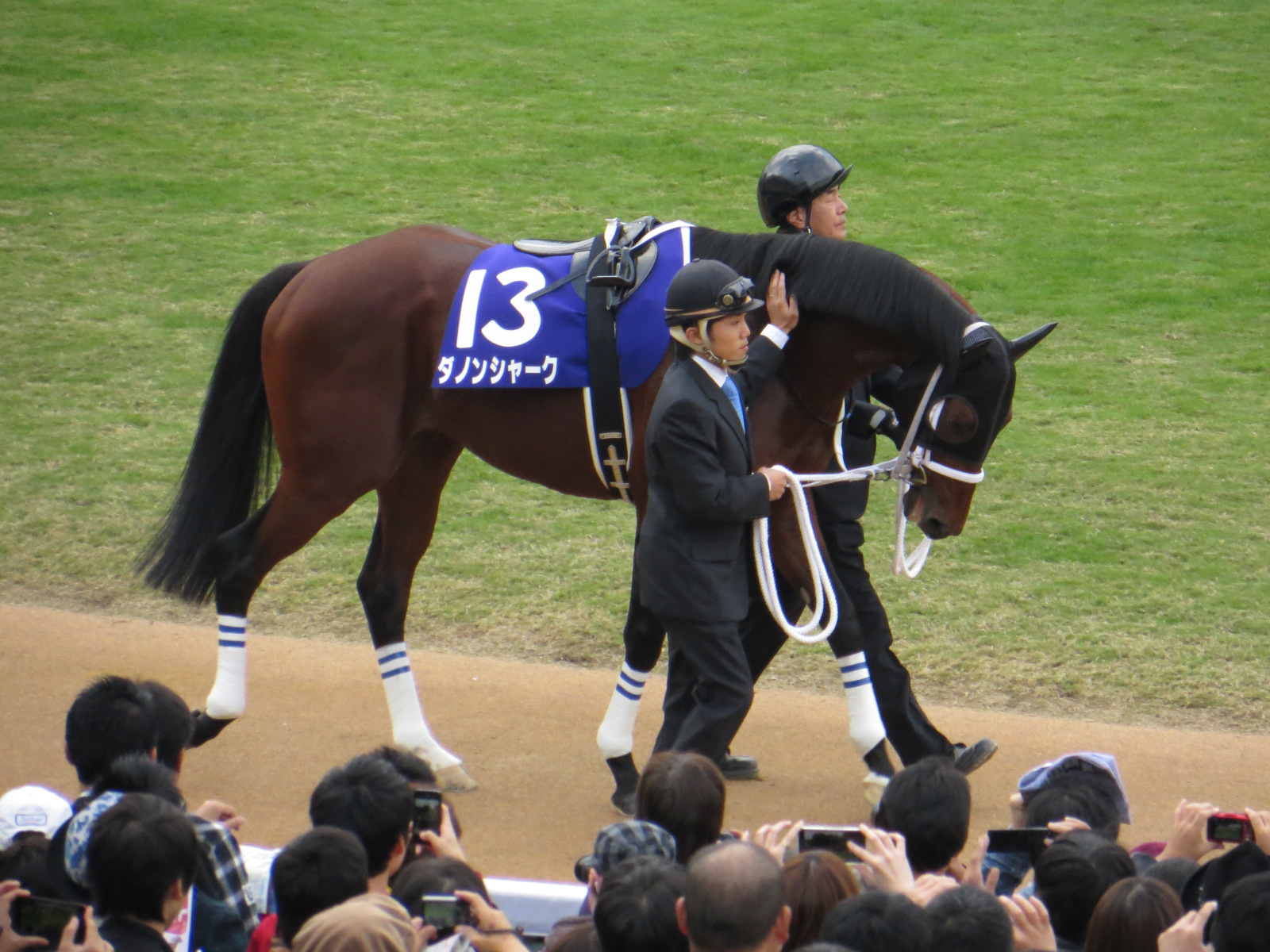
다논 샤크 (2008년산)
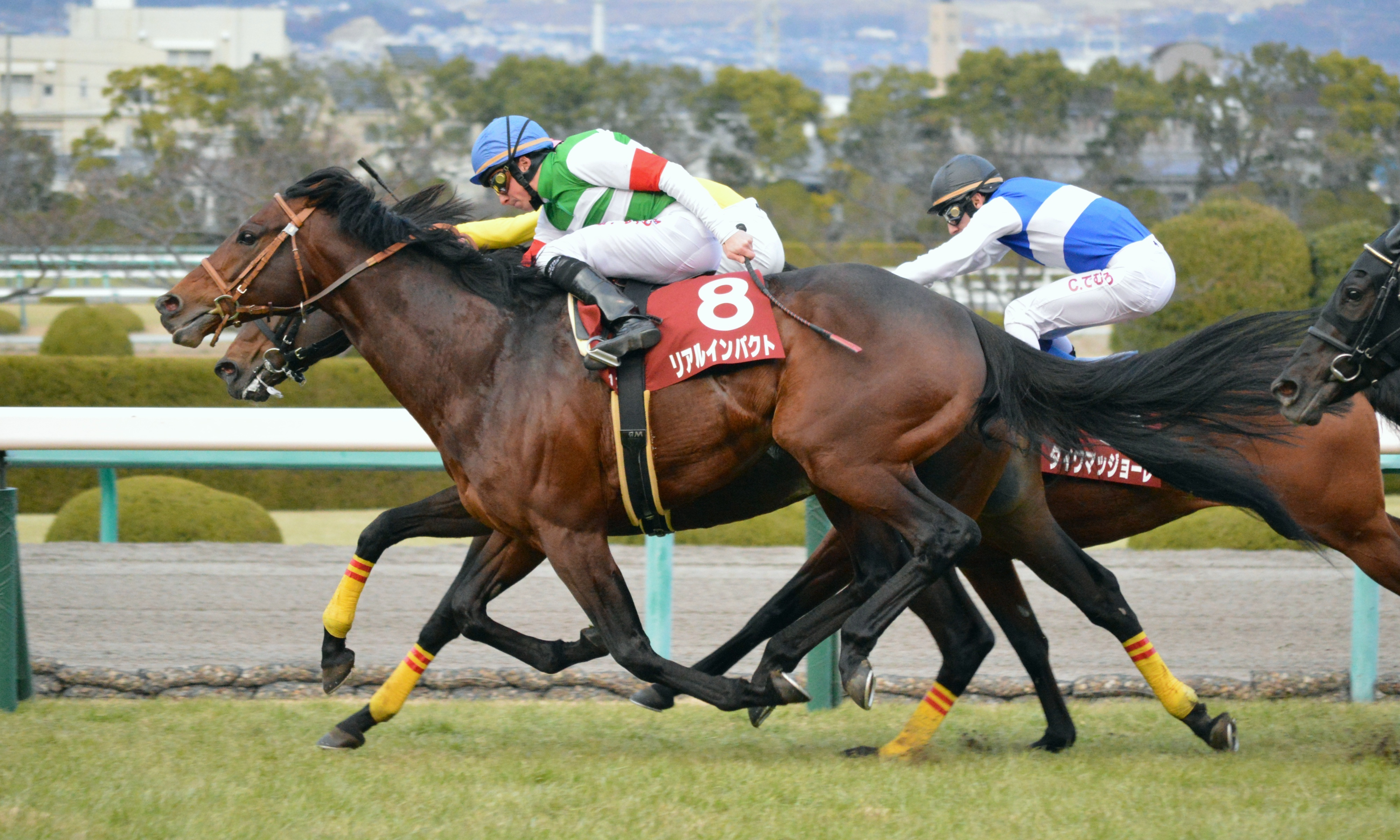
리얼 임팩트 (2008년산)
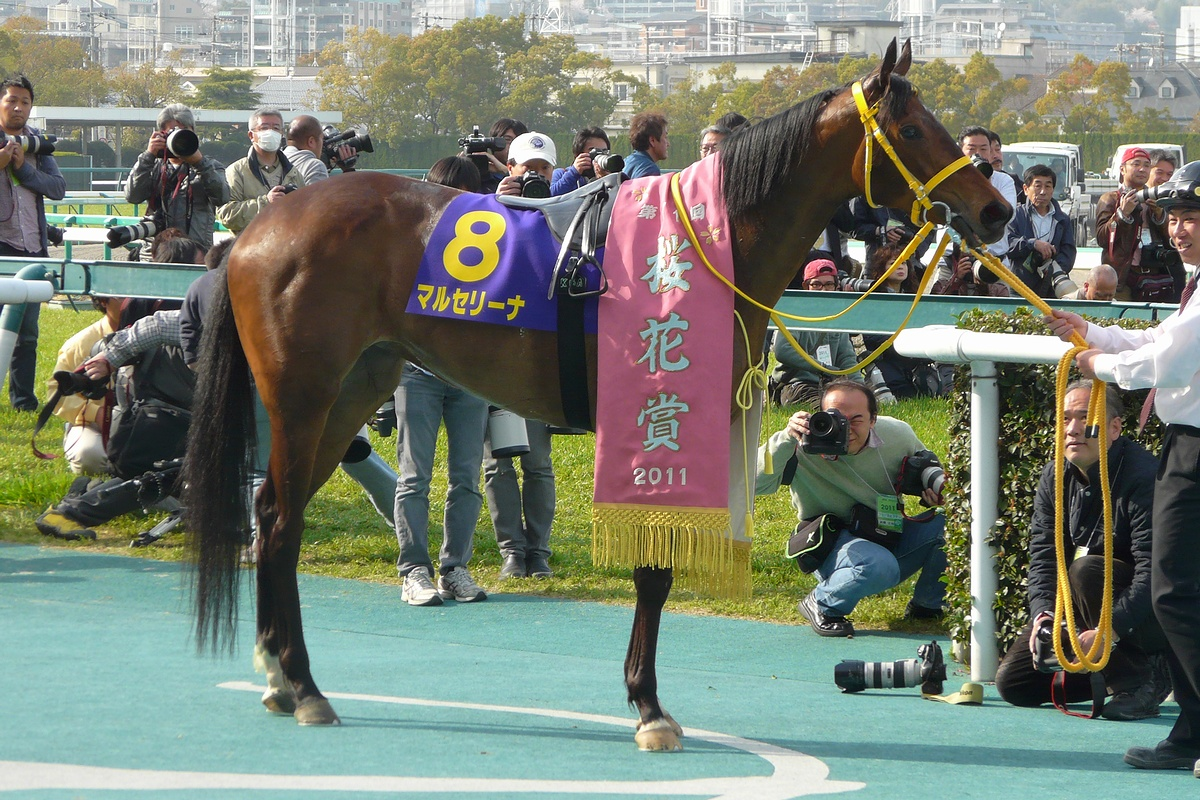
마르셀리나 (2008년산)
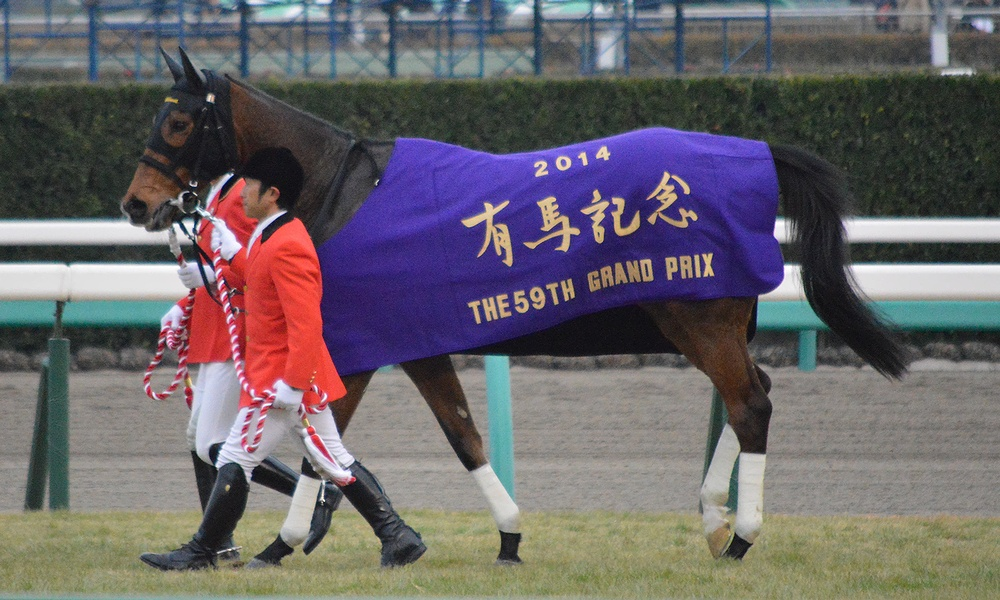
젠틸돈나 (2009년산)
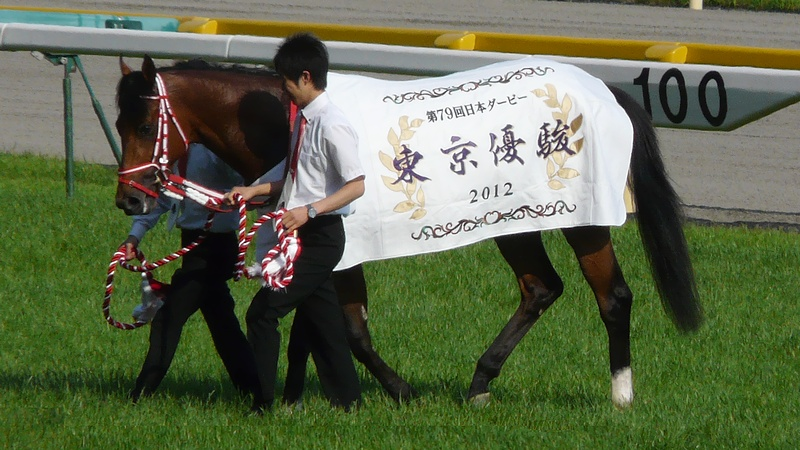
딥 브릴란테 (2009년산)
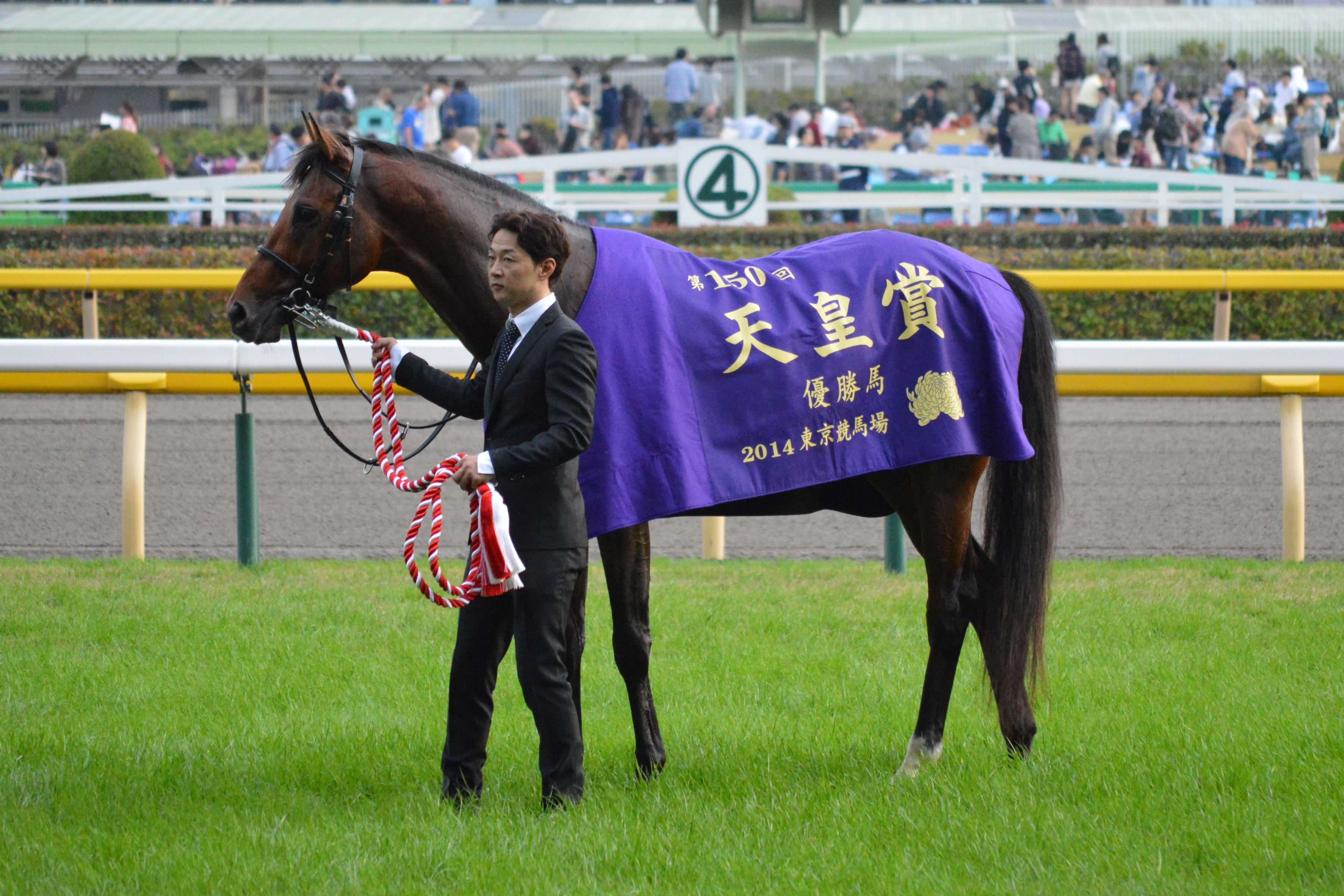
스필버그 (2009년산)
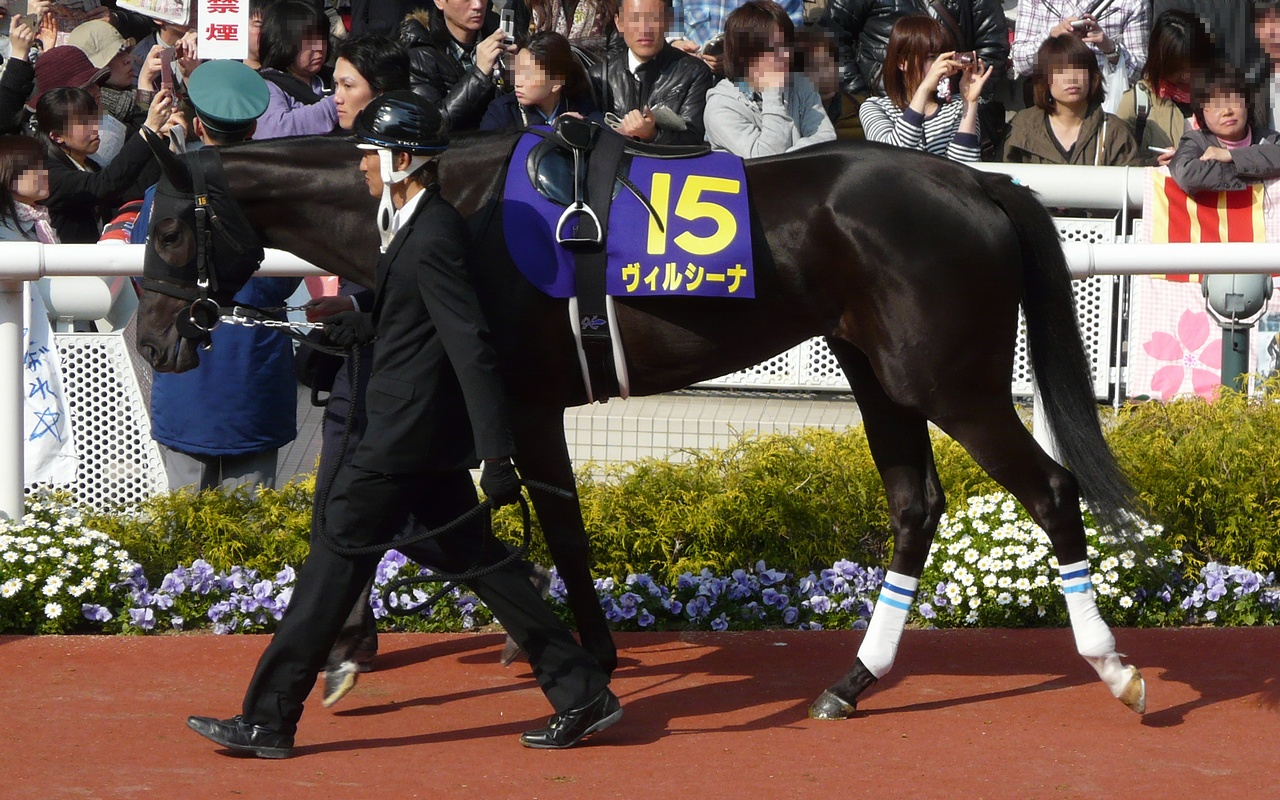
비르시나 (2009년산)
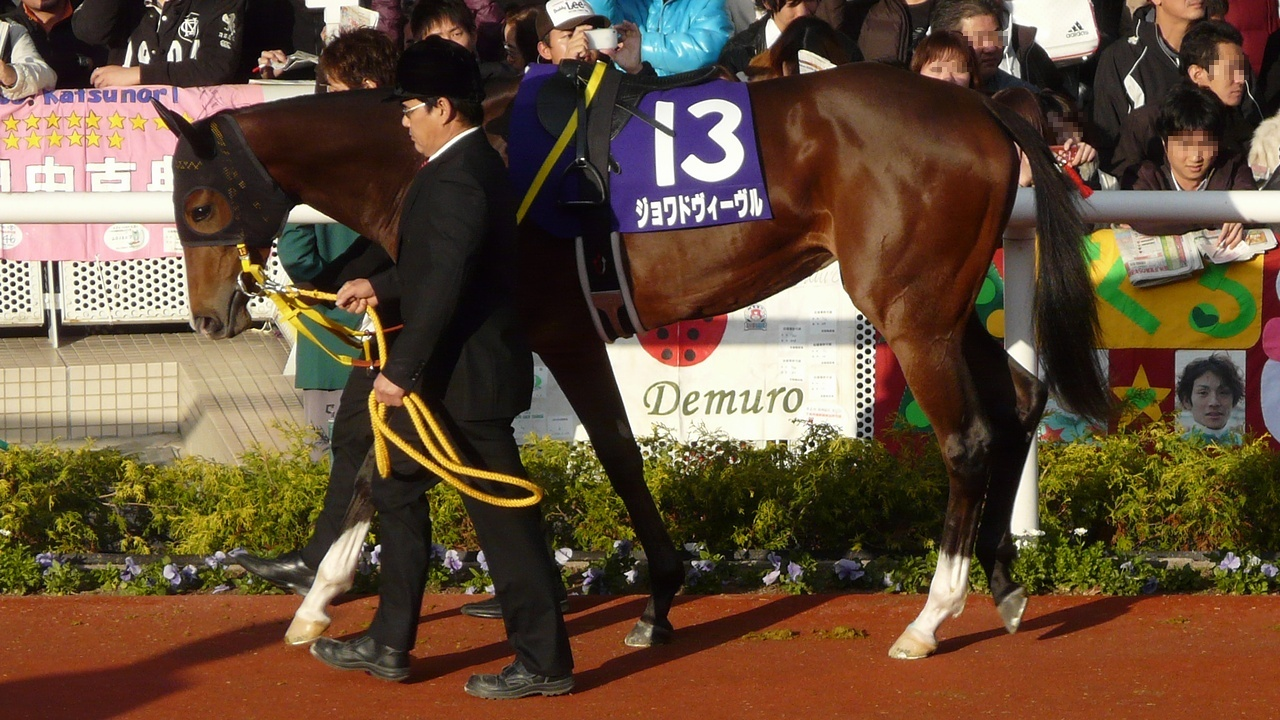
주아 드 비브르 (2009년산)
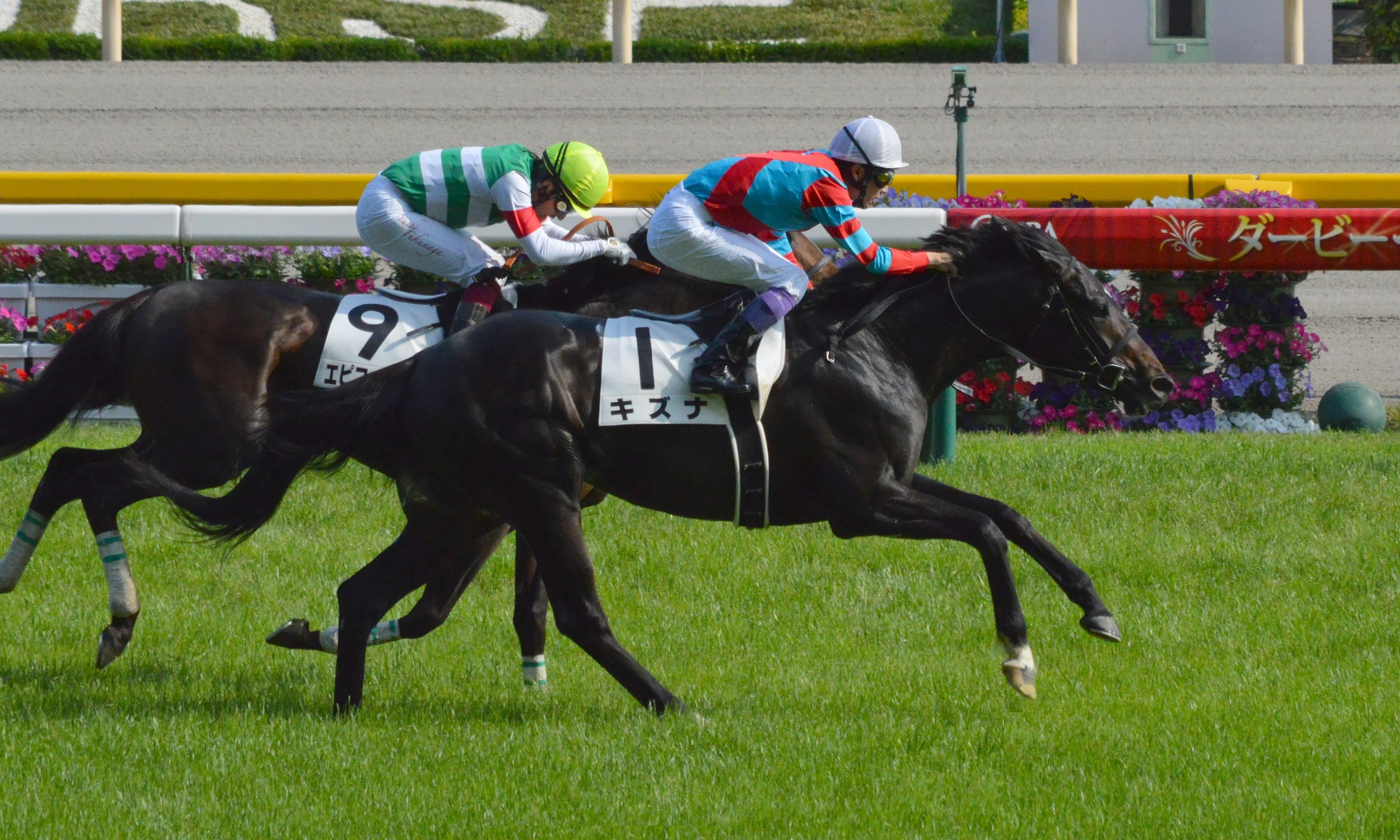
키즈나 (2010년산)
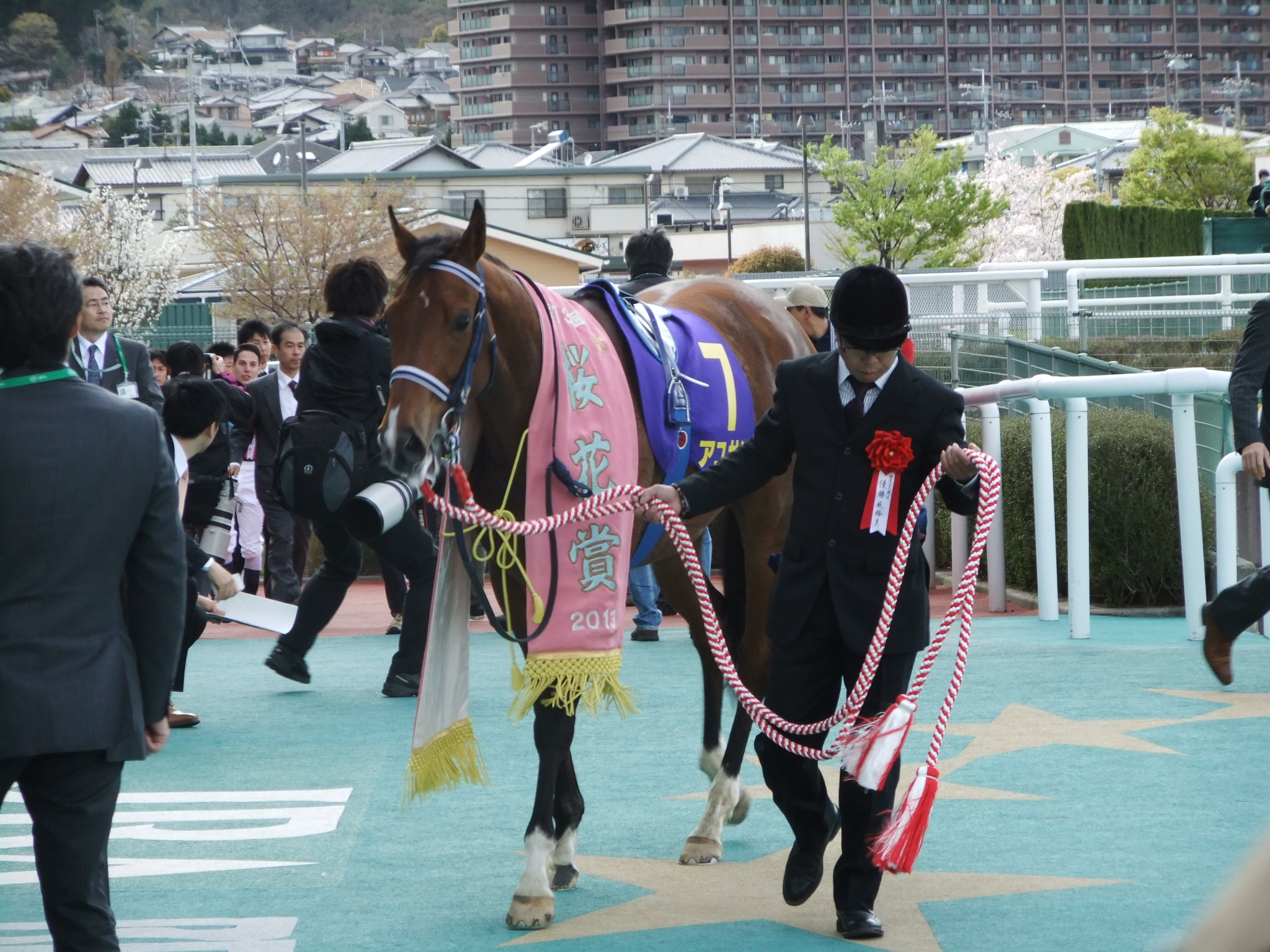
아유산 (2010년산)
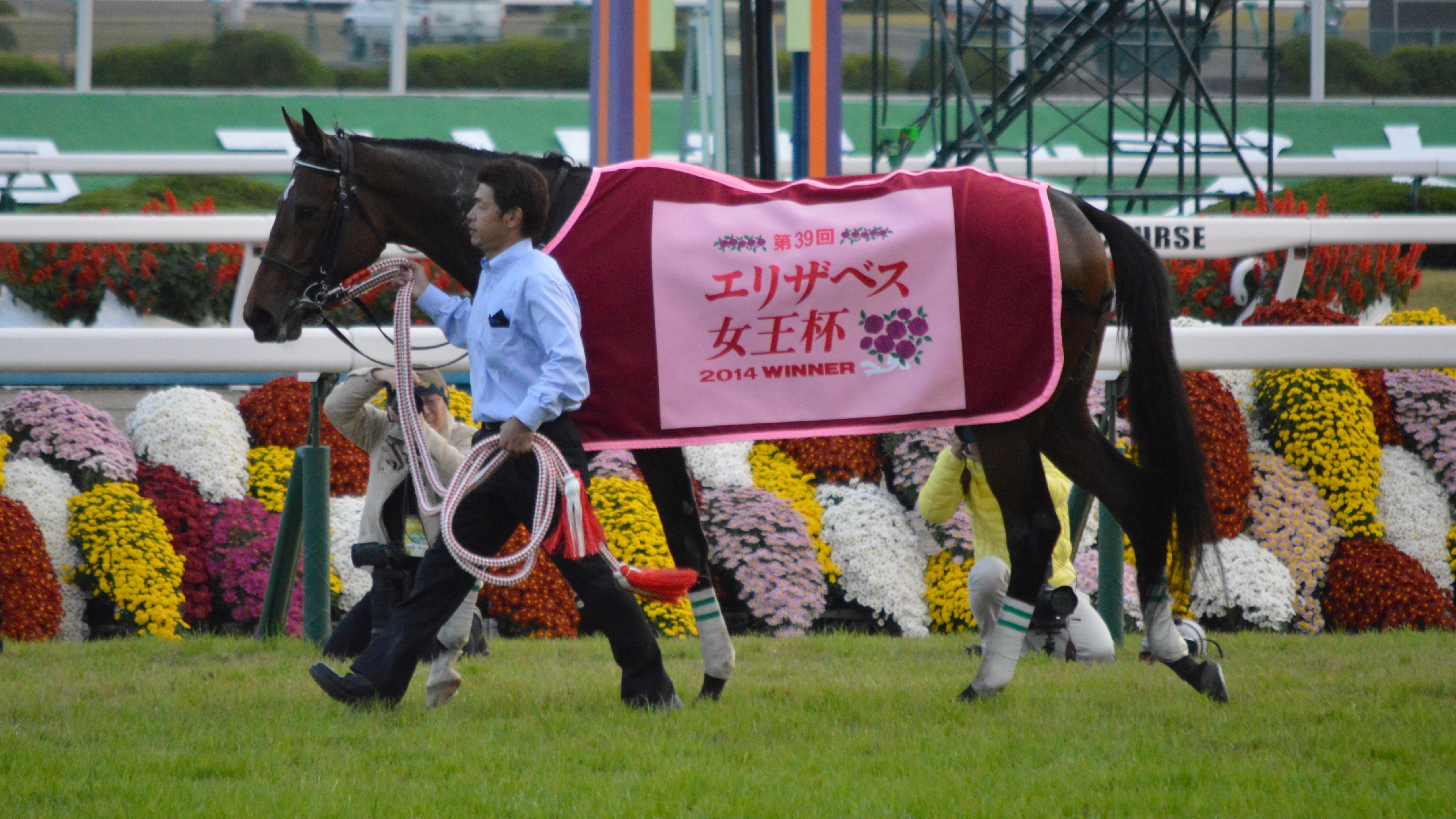
라키시스 (2010년산)
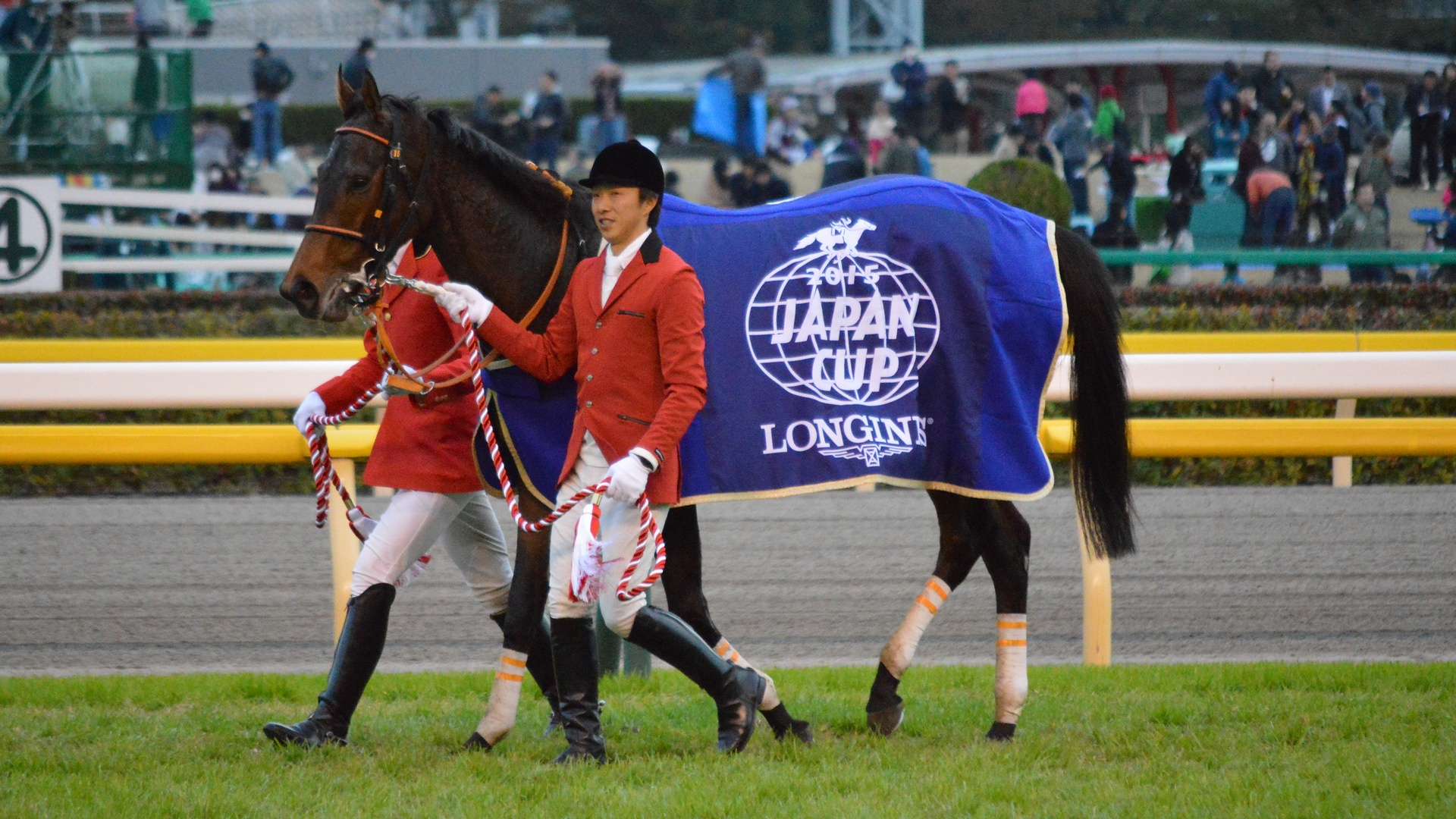
쇼난 판도라 (2011년산)
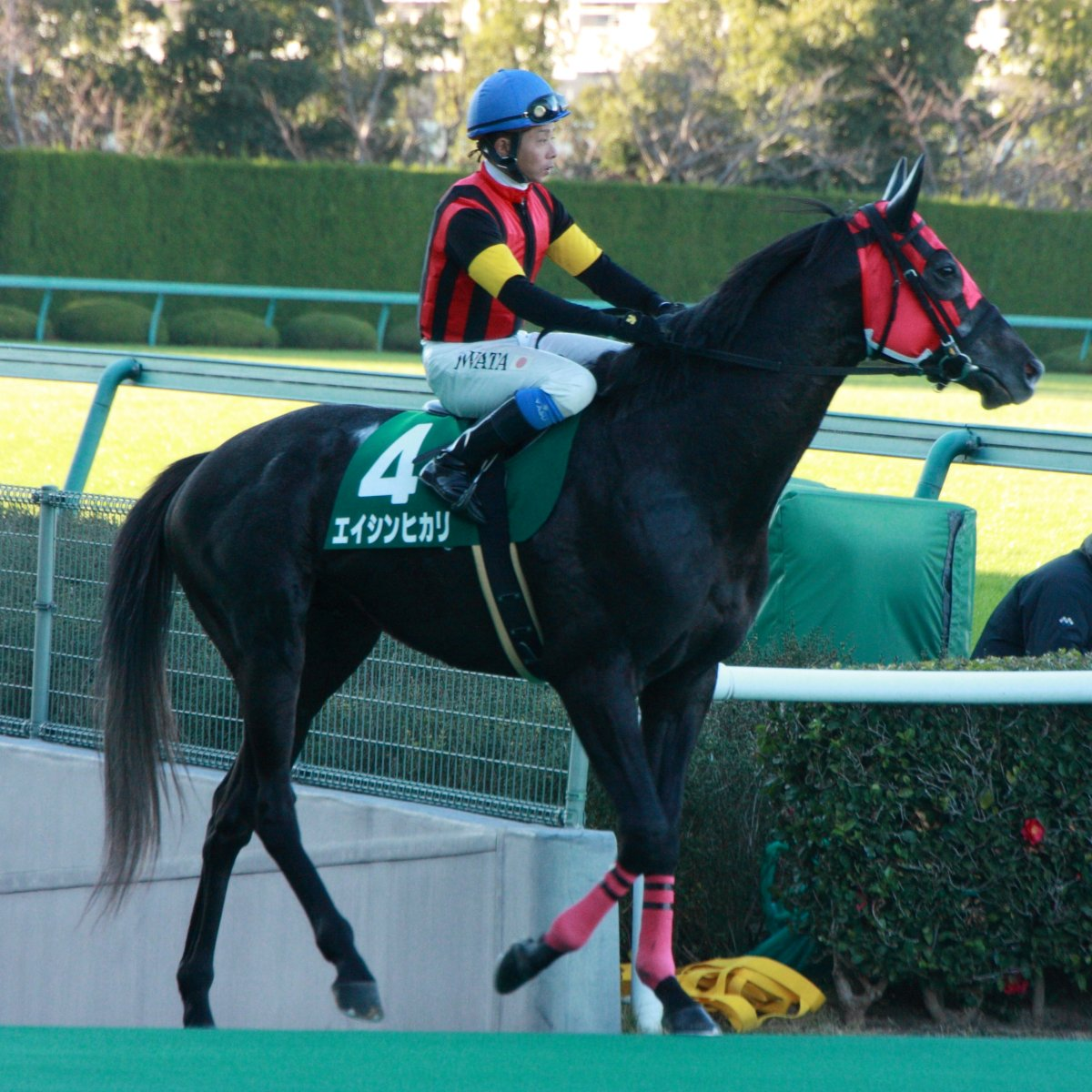
에이신 히카리 (2011년산)
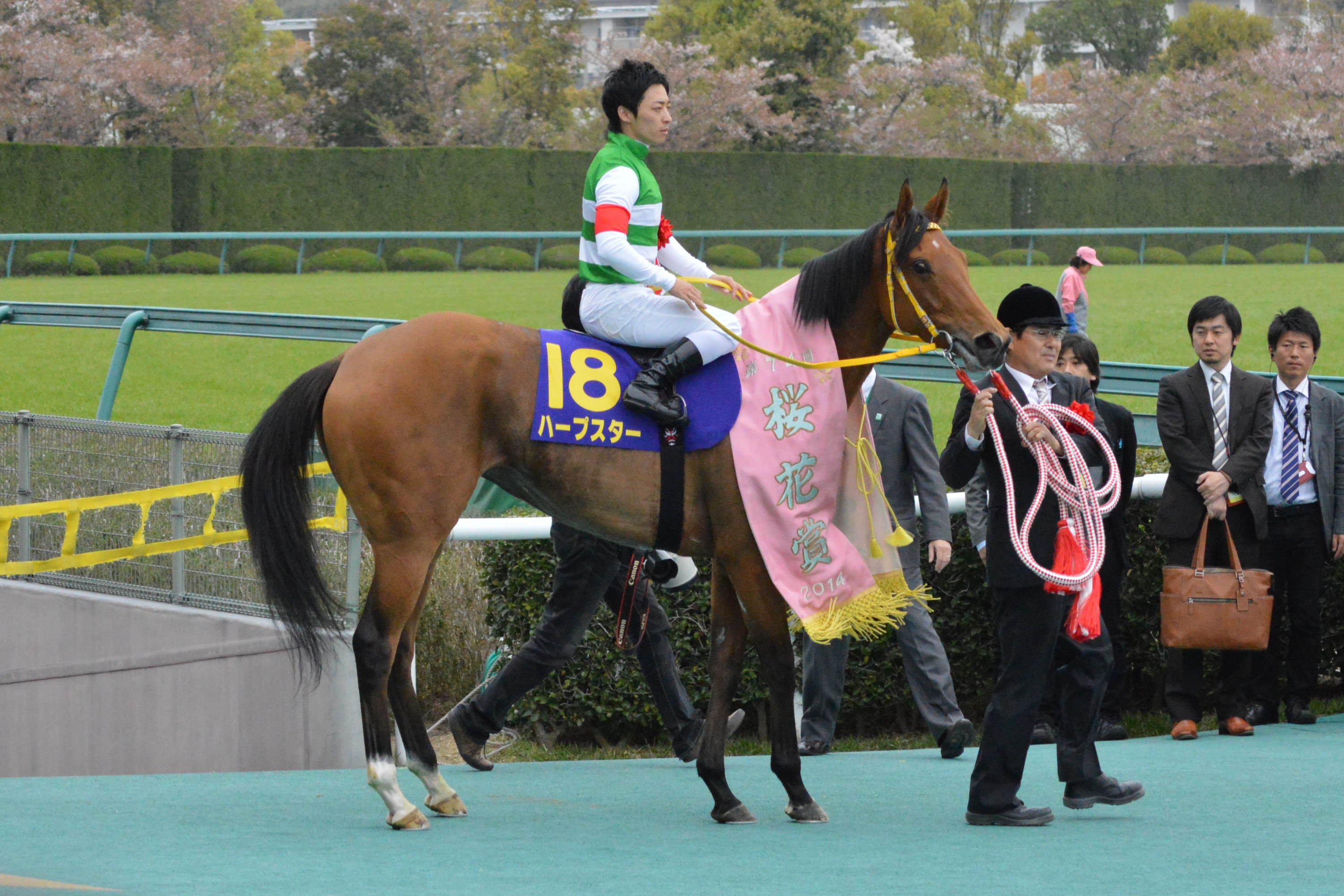
하프스타 (2011년산)
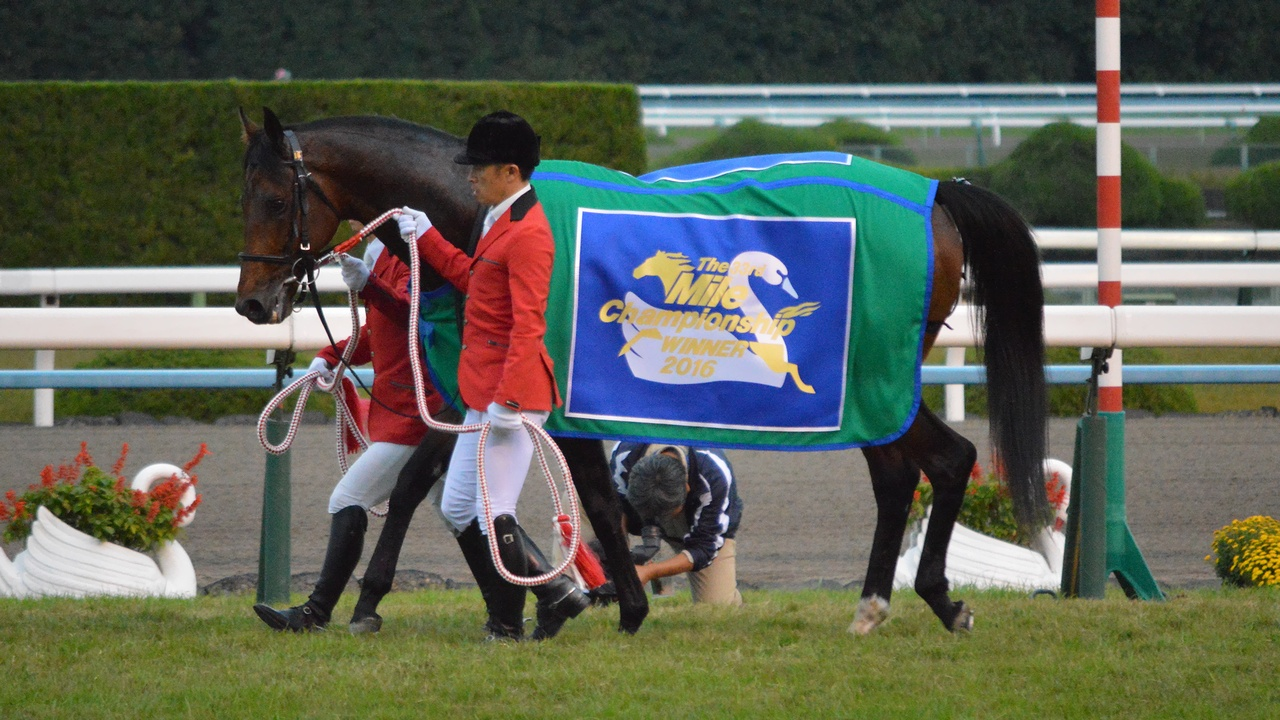
미키 아일 (2011년산)
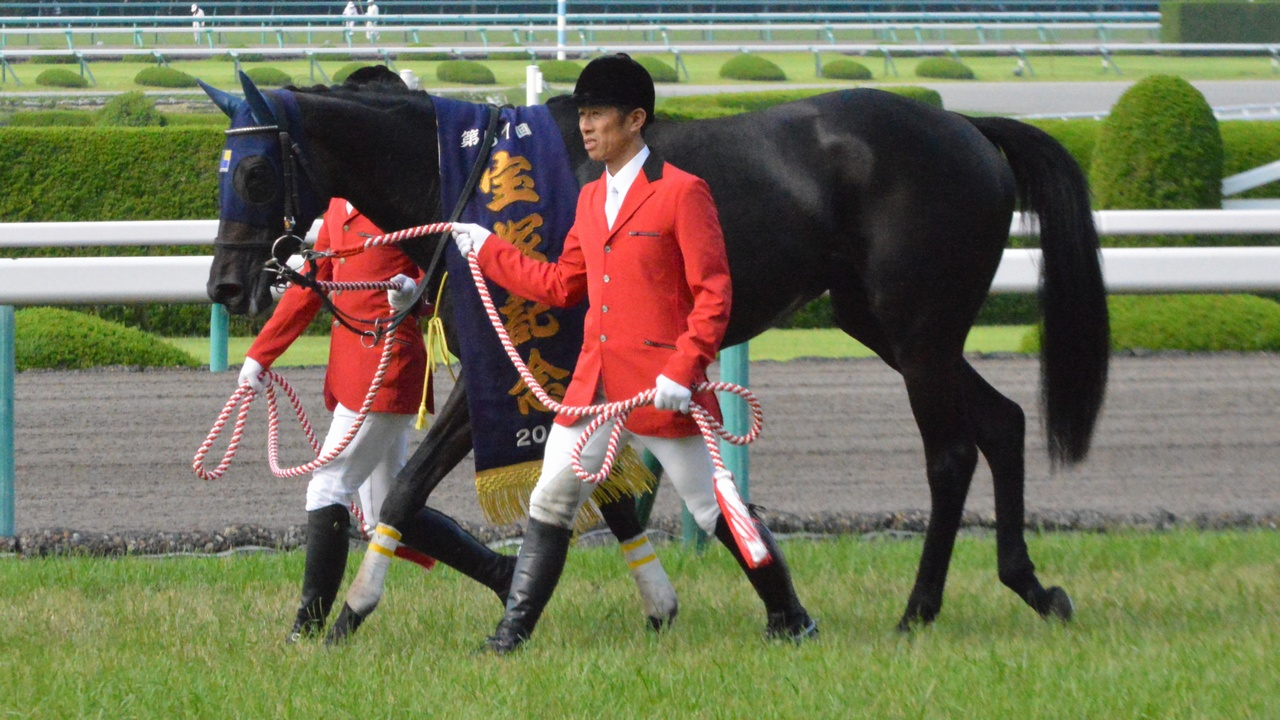
마리알라이트 (2011년산)
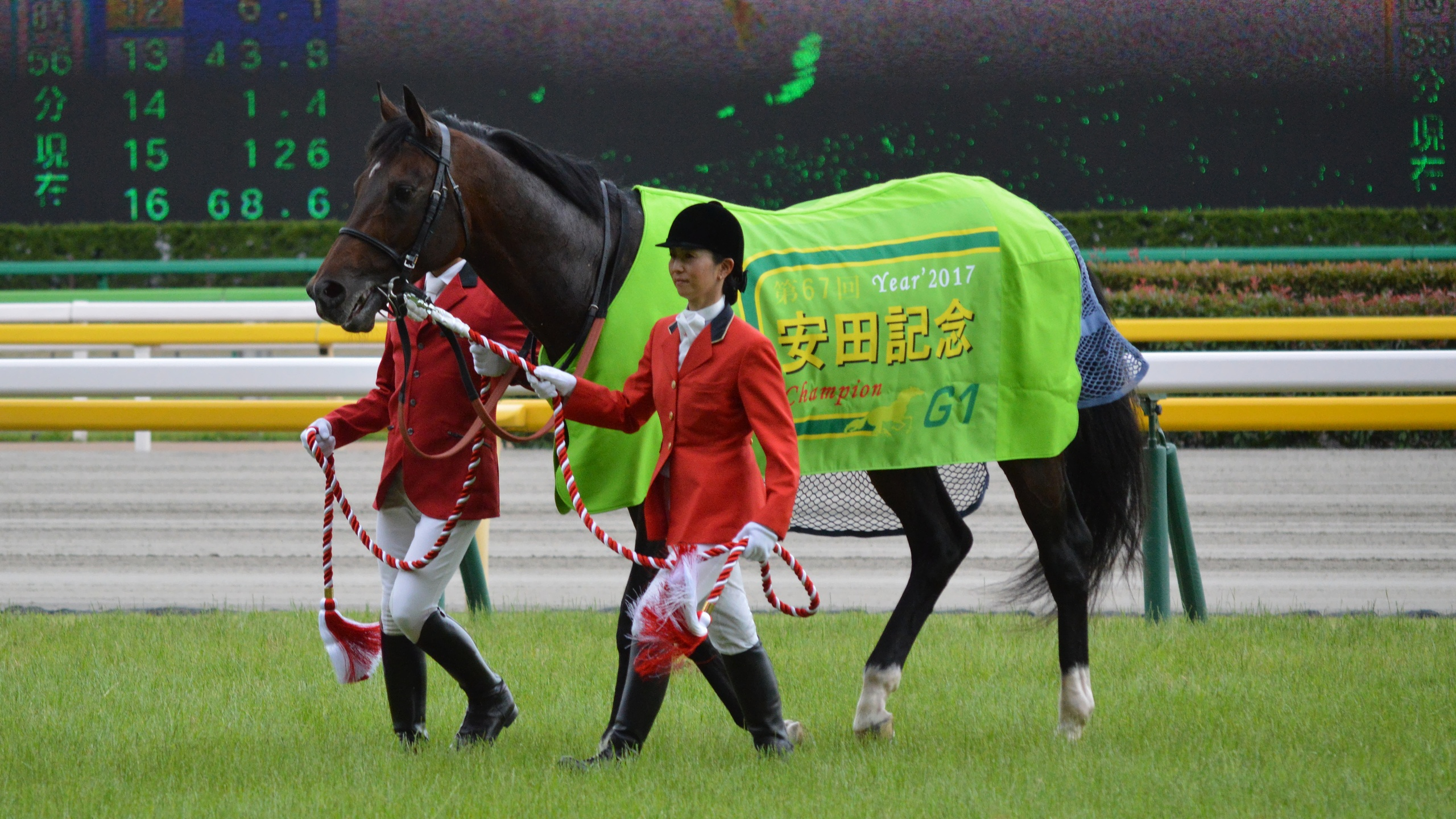
사토노 알라딘 (2011년산)
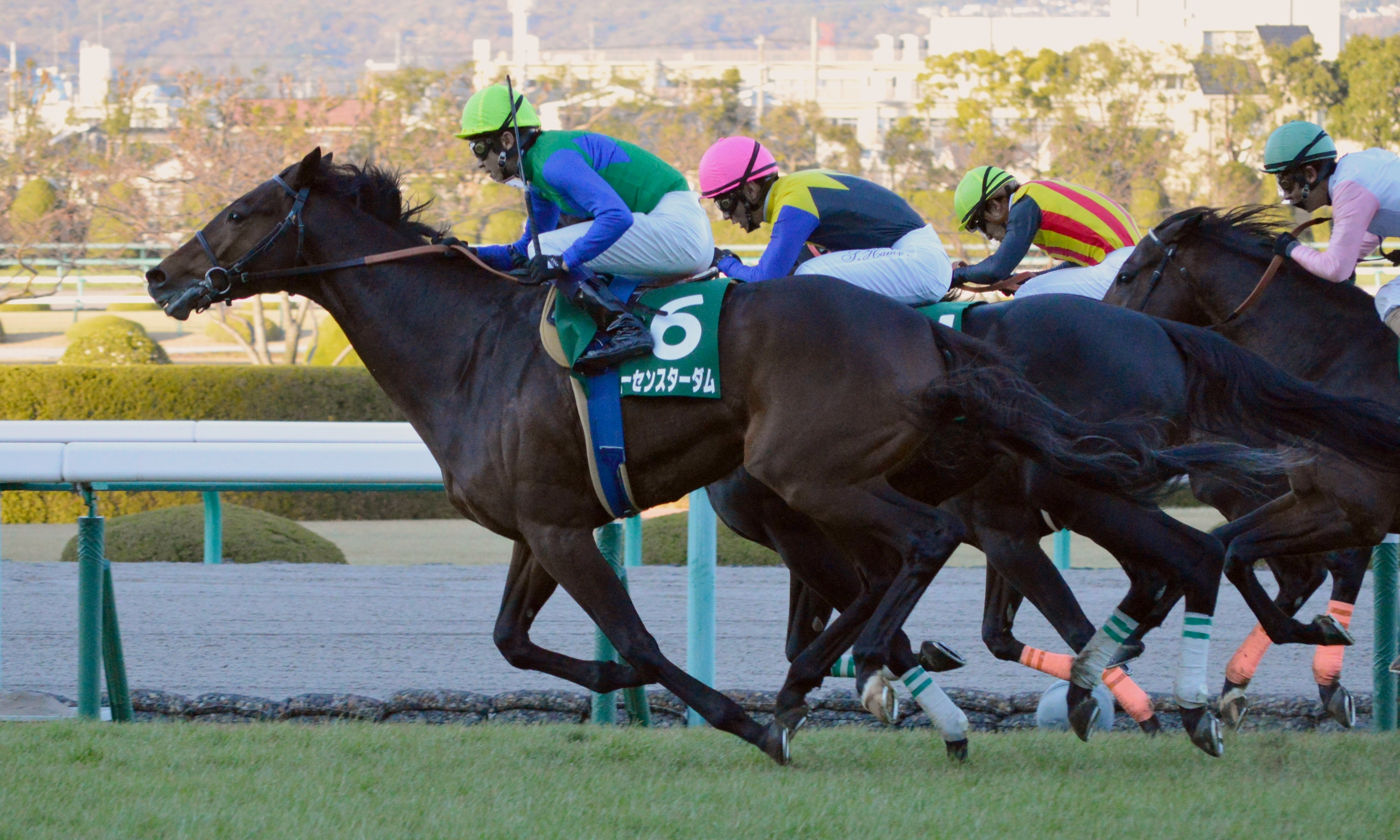
토센 스타덤 (2011년산)
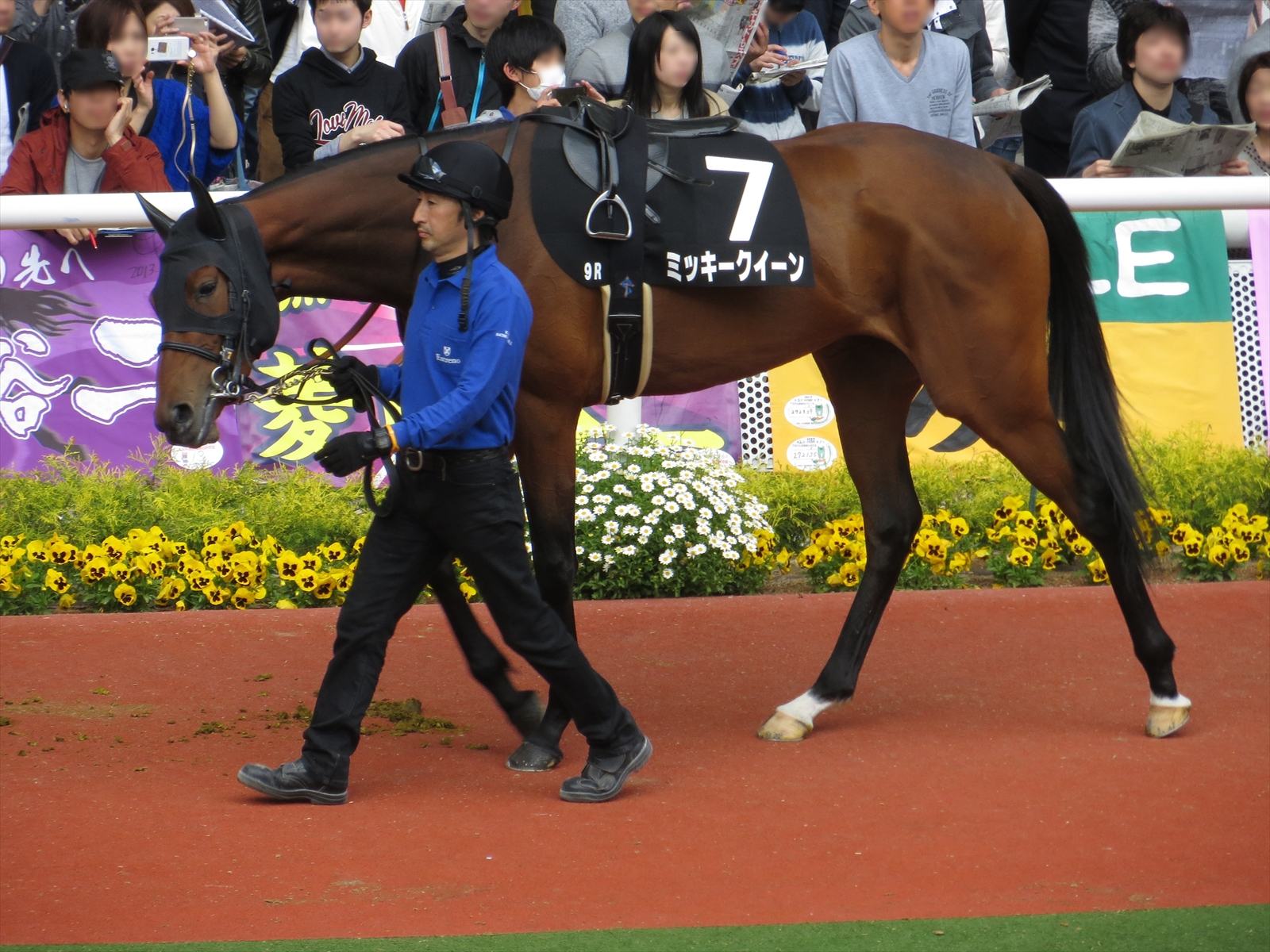
미키 퀸 (2012년산)
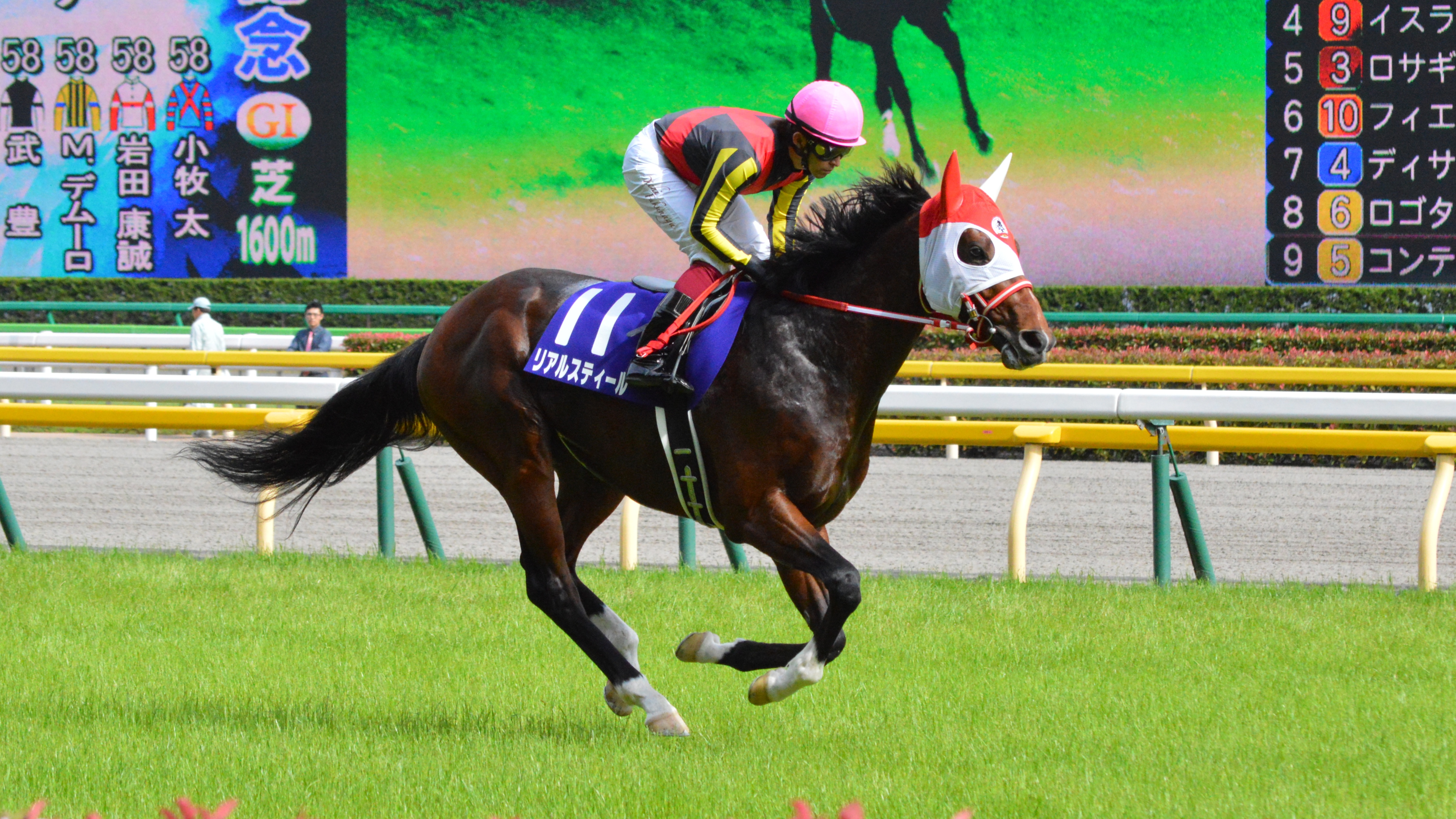
리얼 스틸 (2012년산)
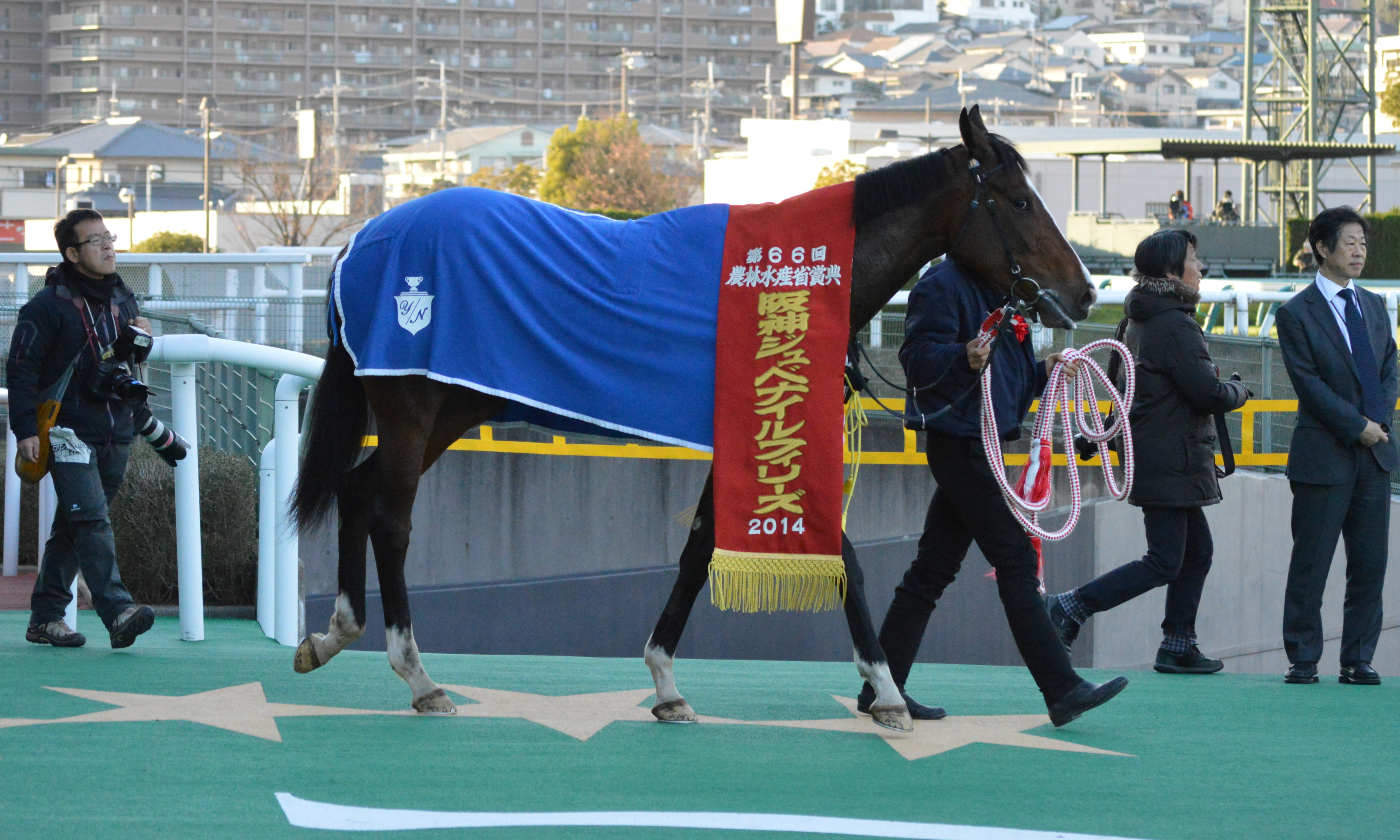
쇼난 아델라 (2012년산)
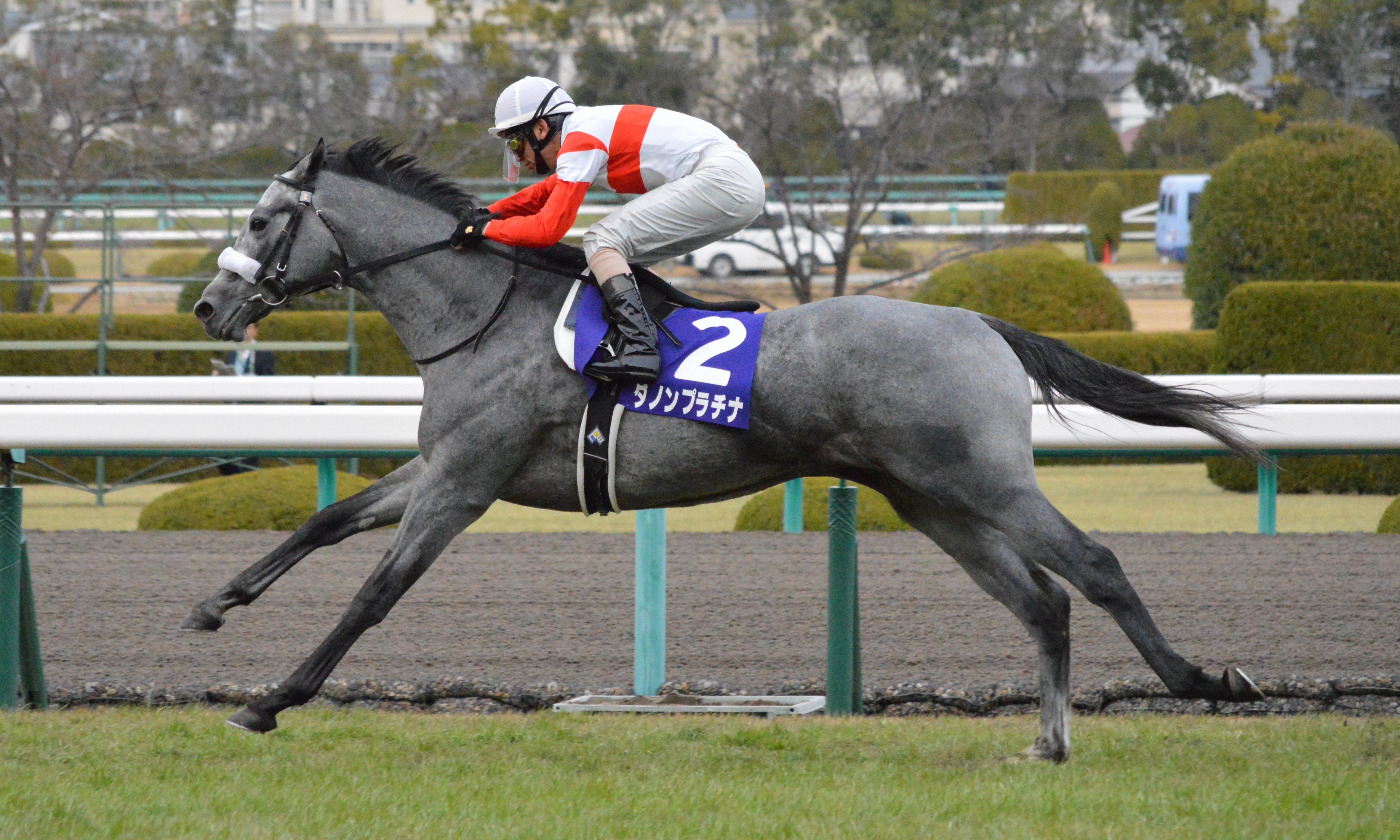
다논 플래티나 (2012년산)
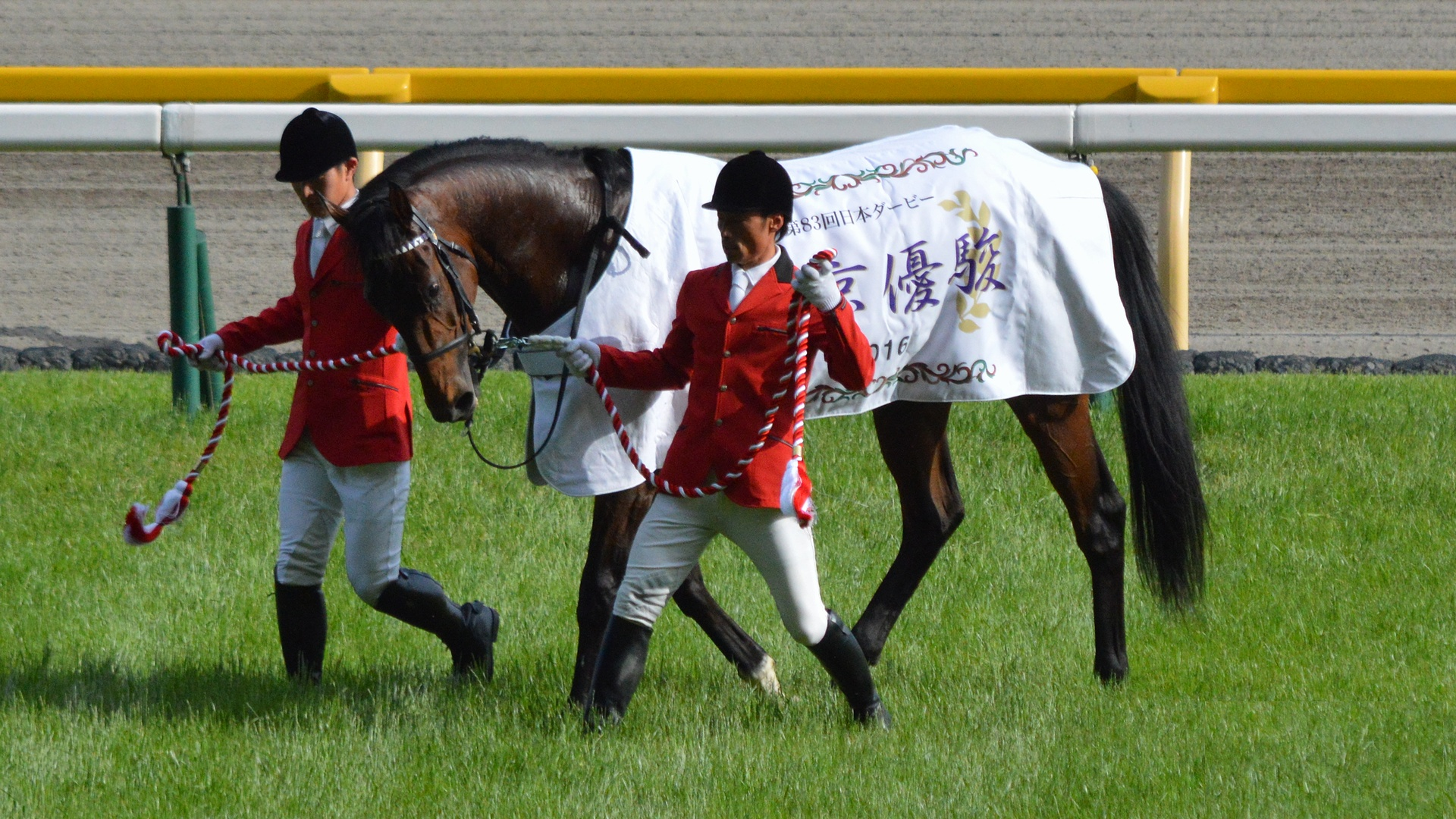
마카히키 (2013년산)
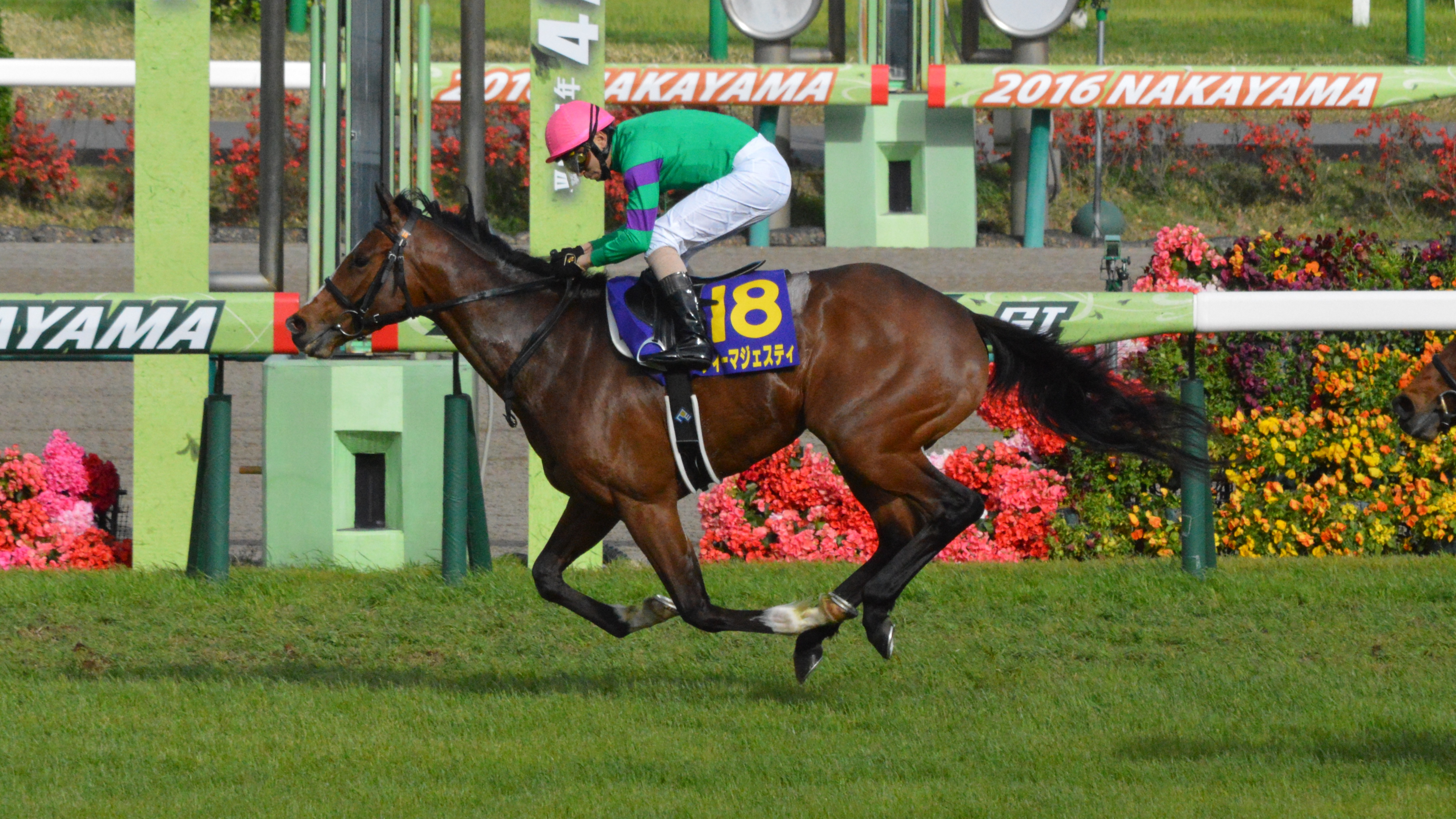
디 마제스티 (2013년산)
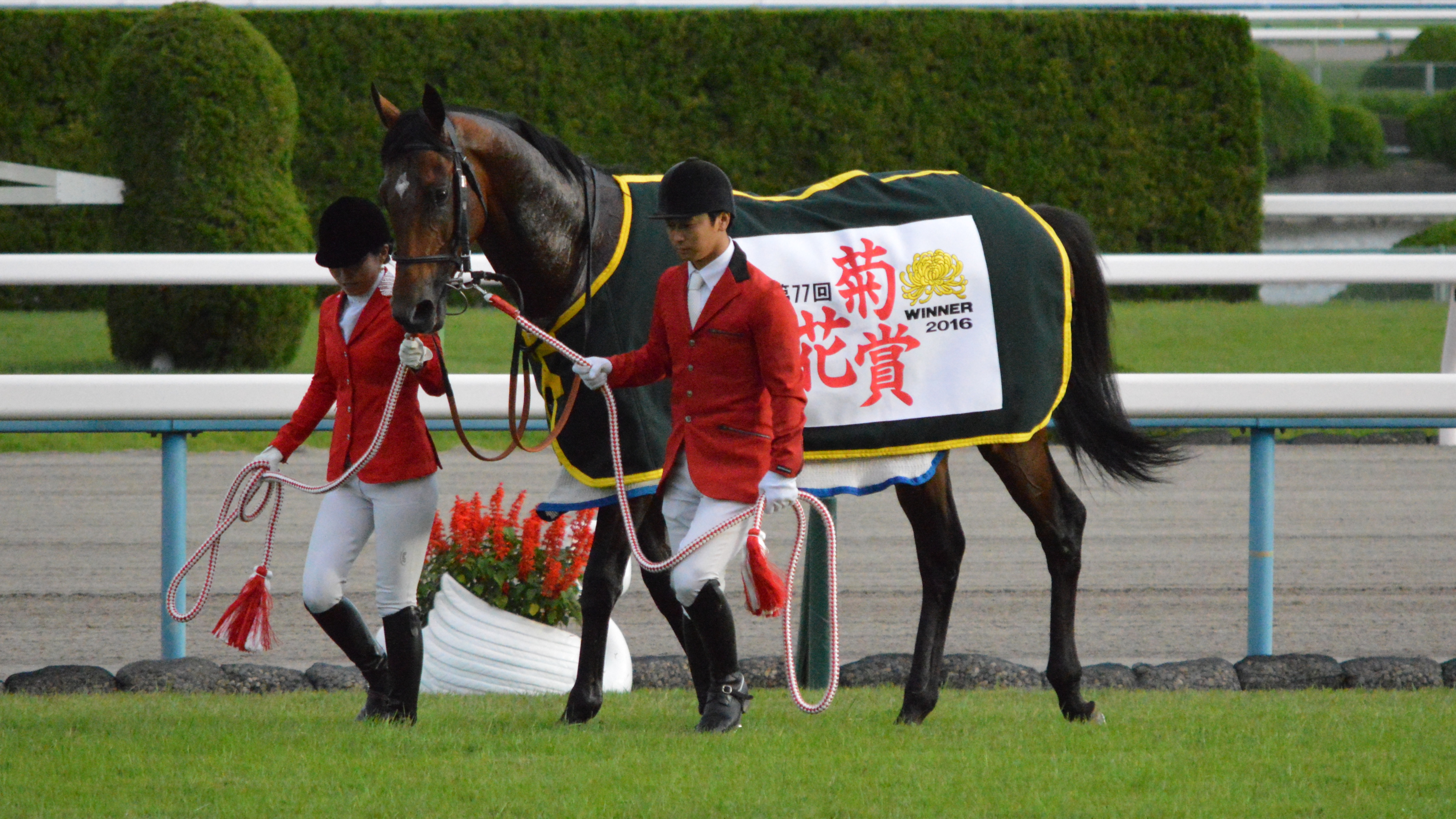
사토노 다이아몬드 (2013년산)
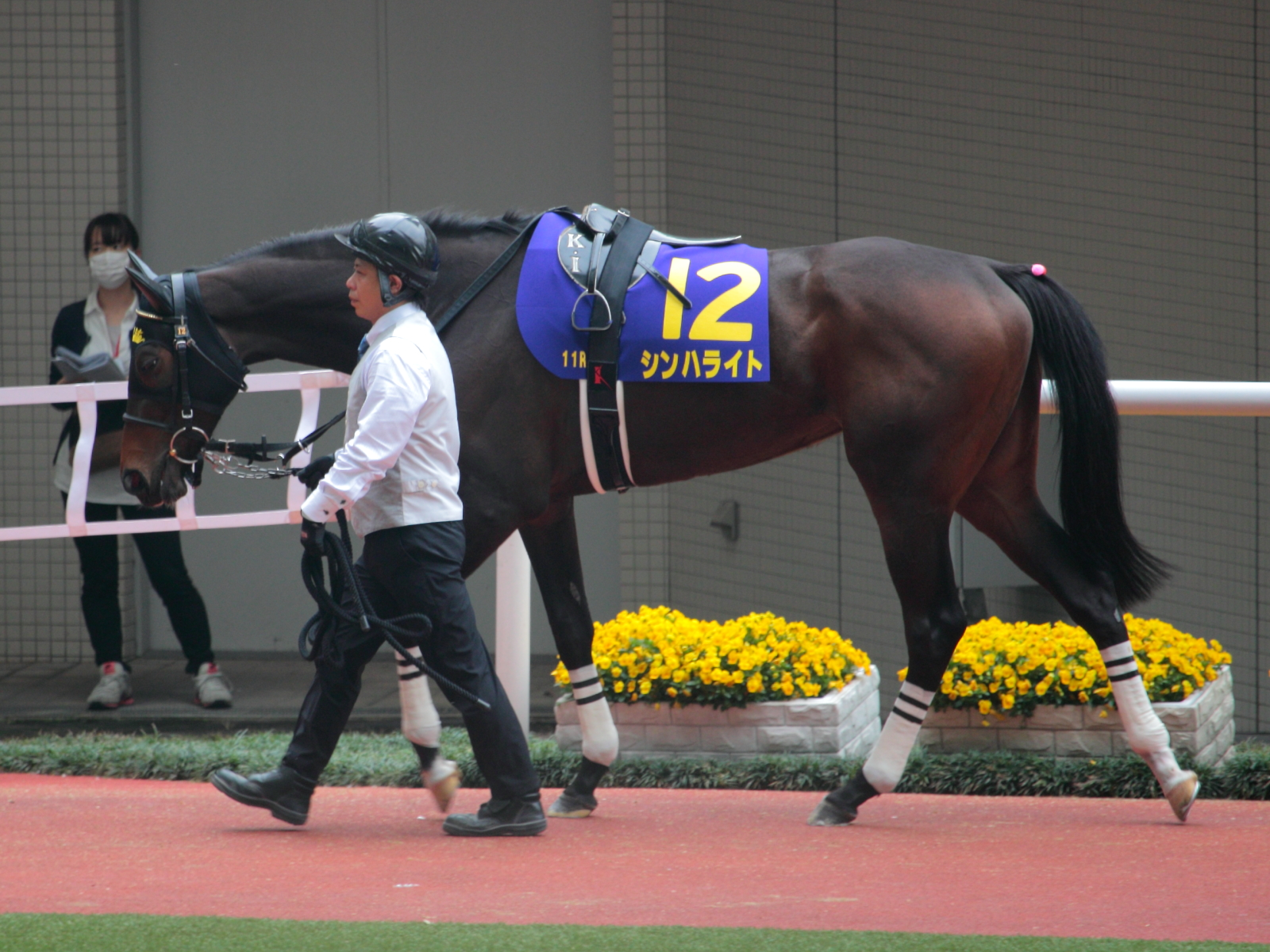
신할라이트 (2013년산)
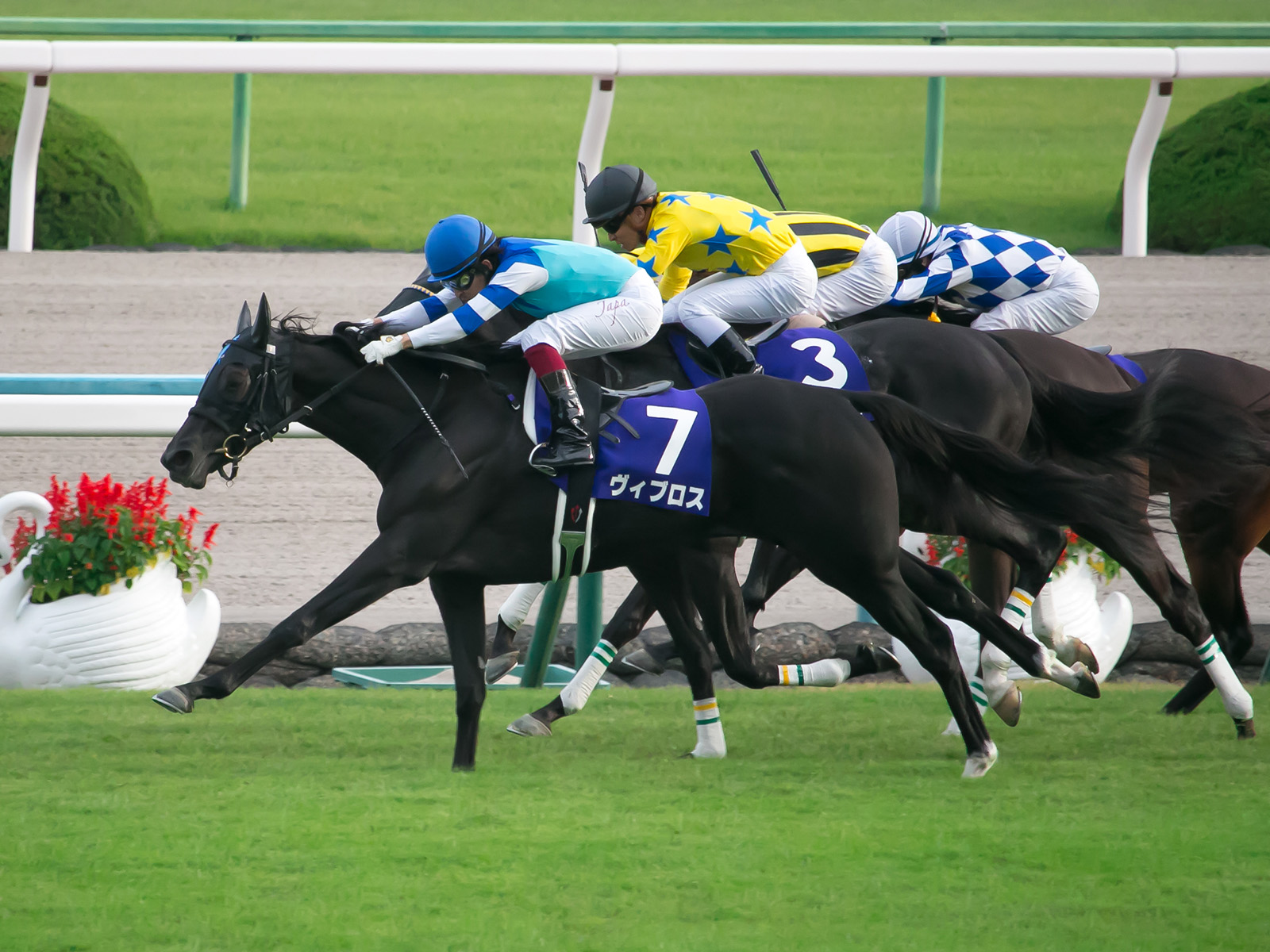
비블로스 (2013년산)
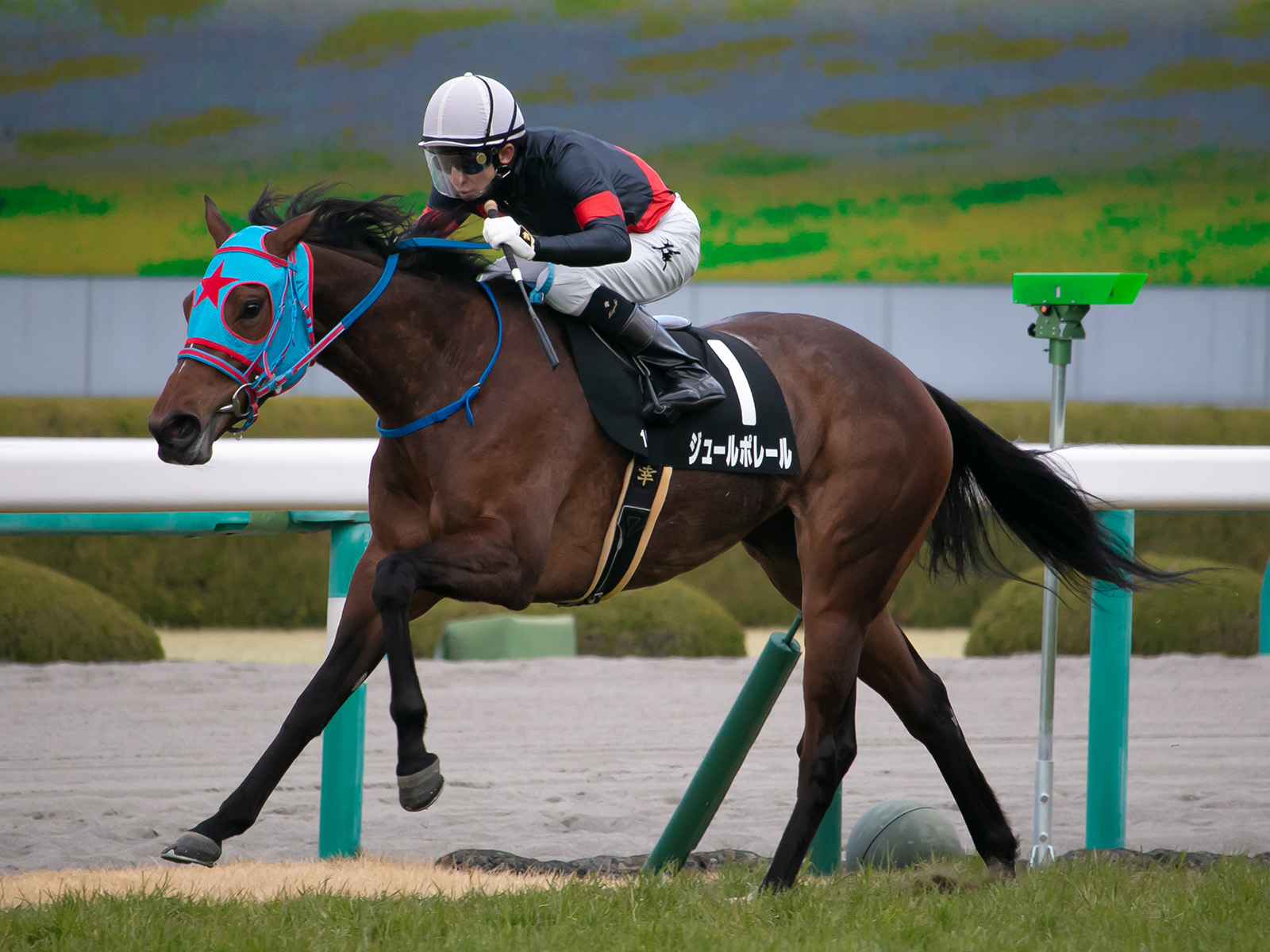
줄 포레일 (2013년산)
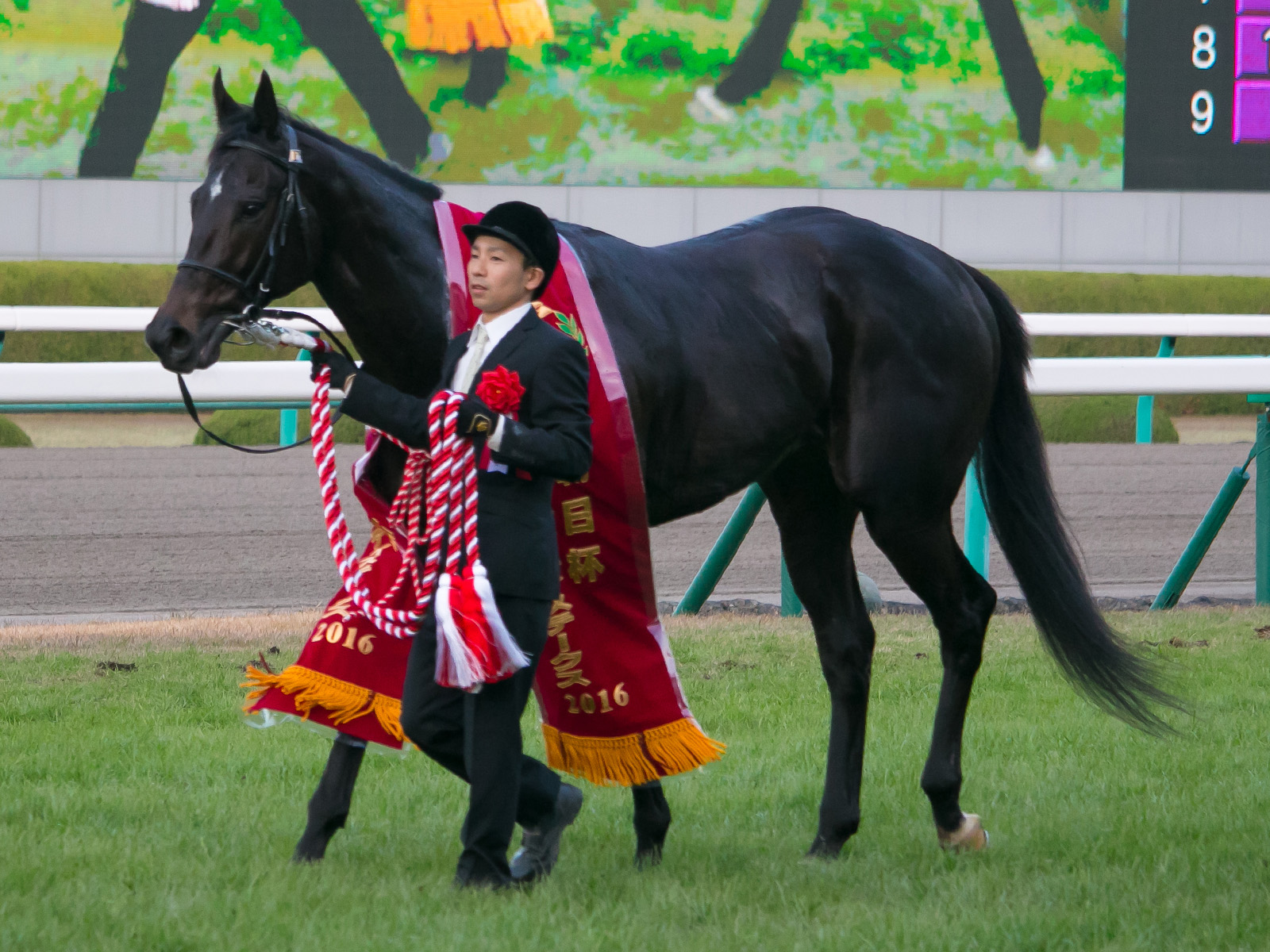
사토노 아레스 (2014년산)
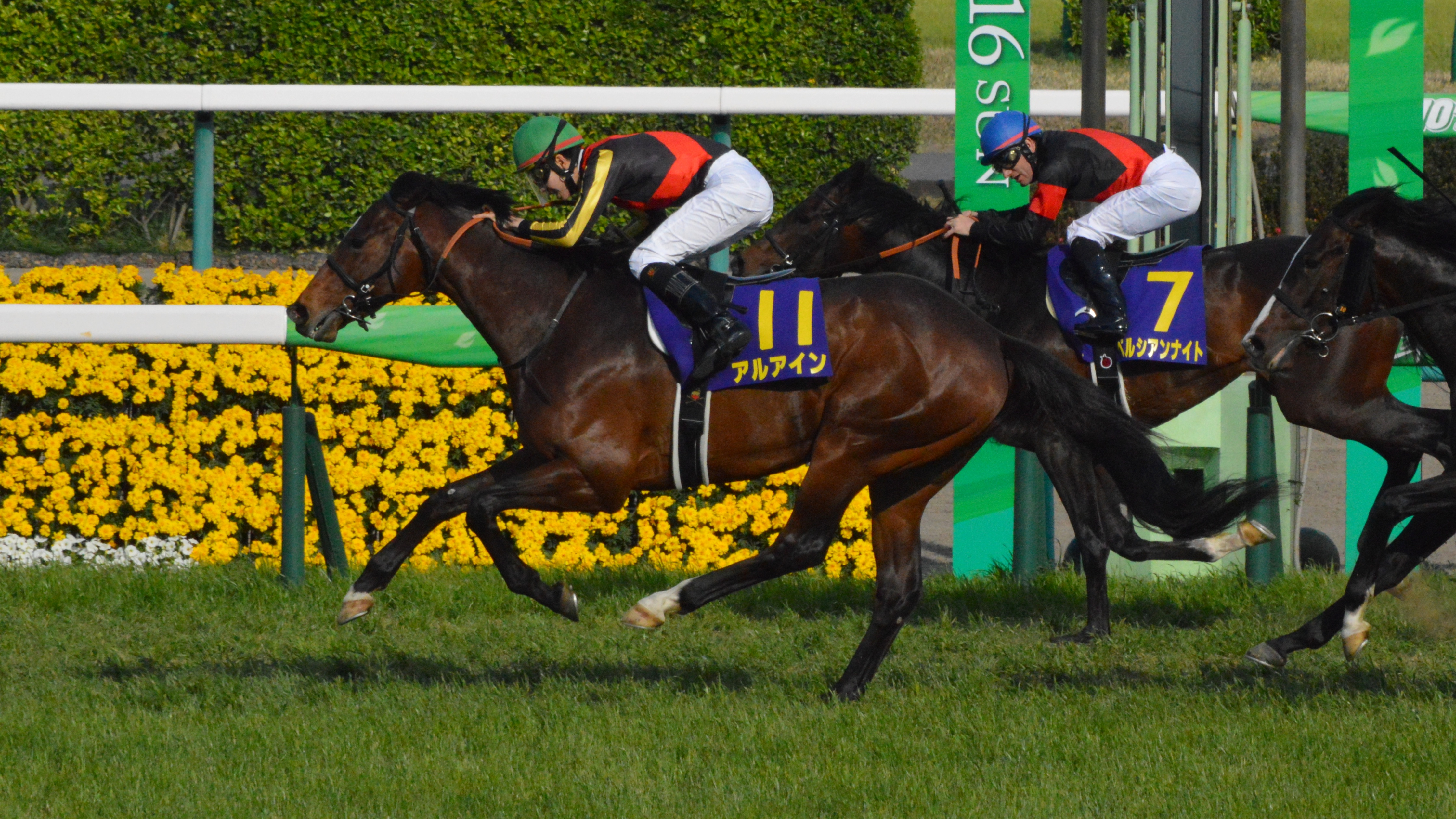
알 아인 (2014년산)
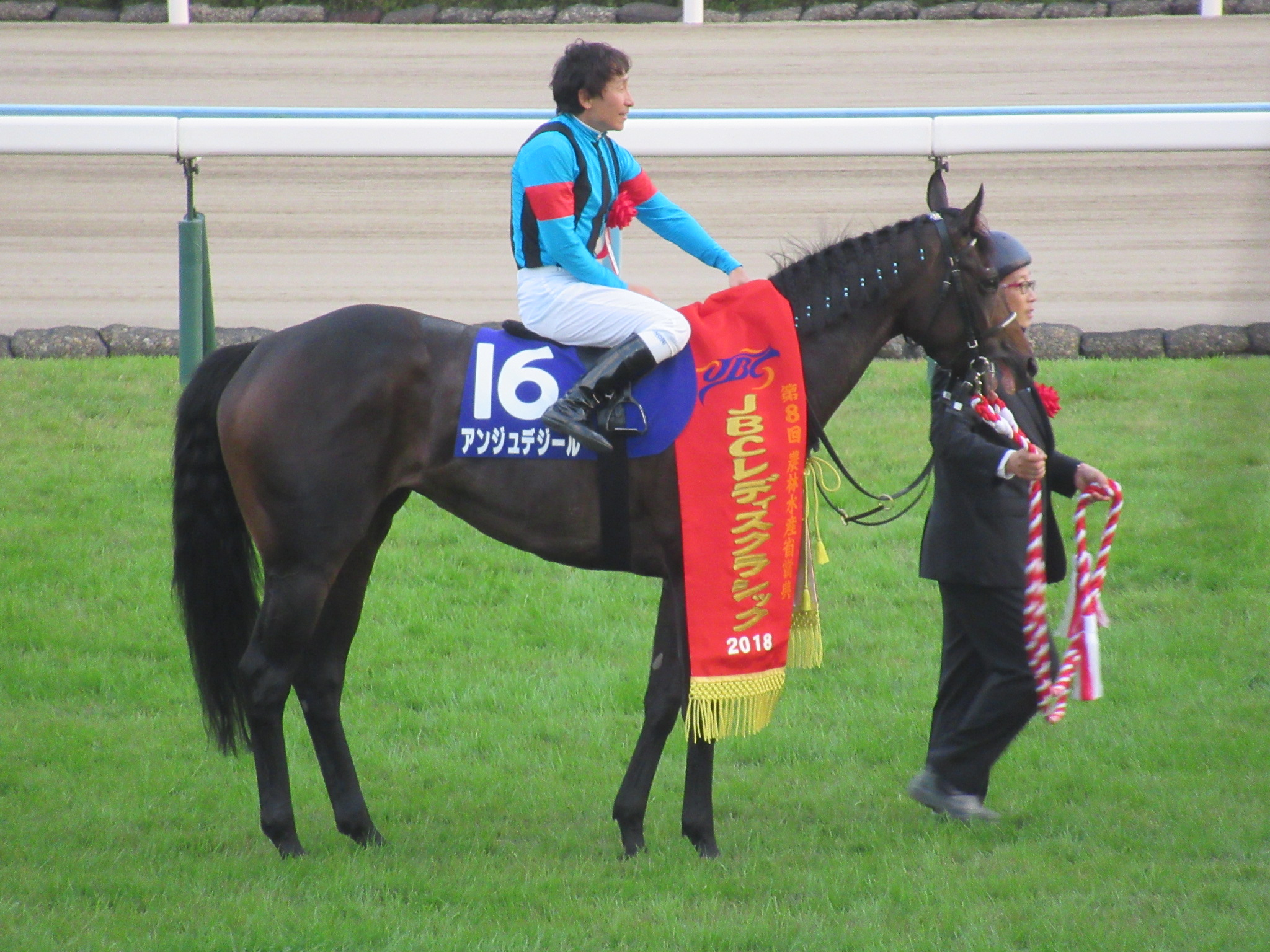
앙주 데지르 (2014년산)
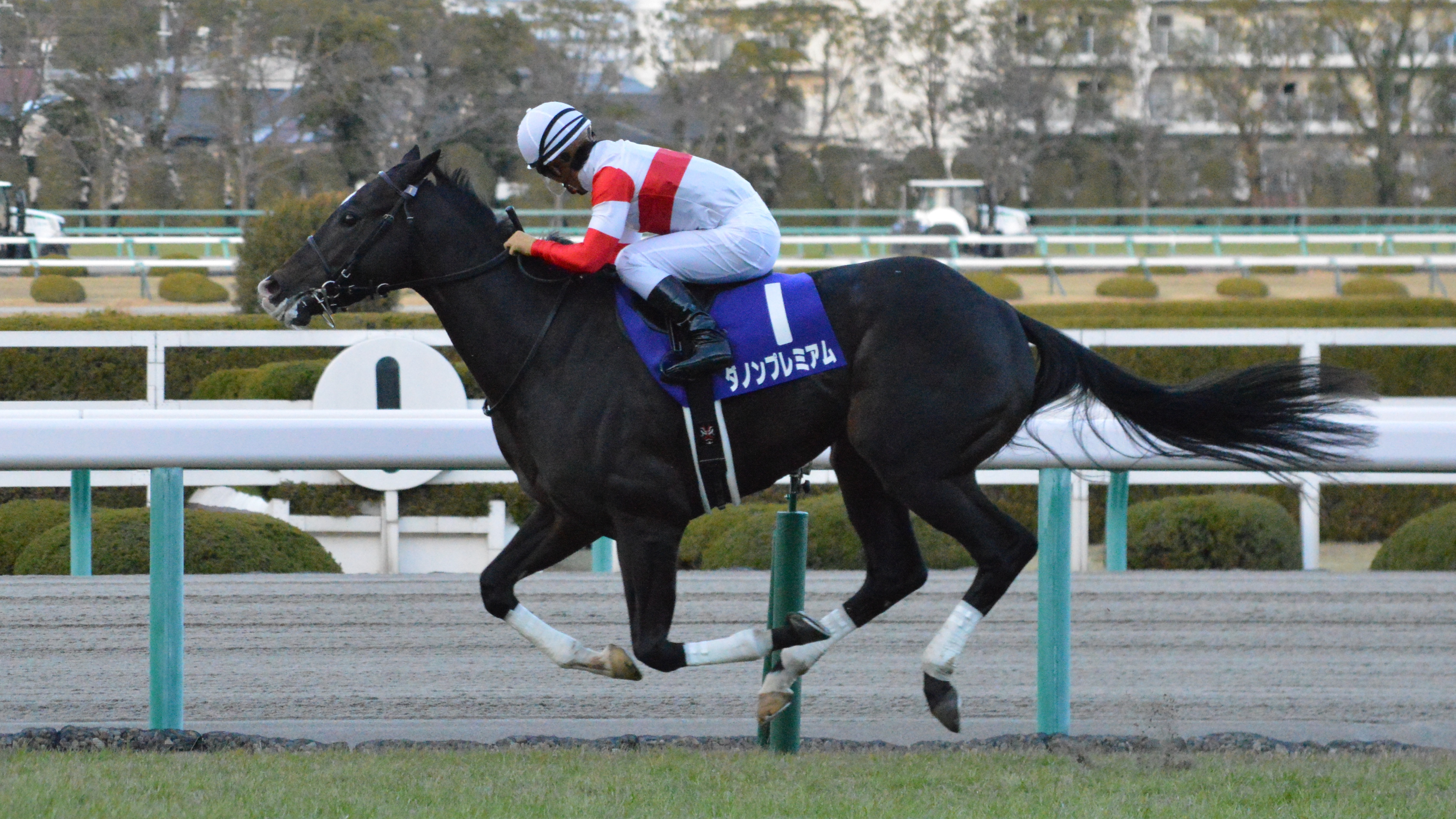
다논 프리미엄 (2015년산)
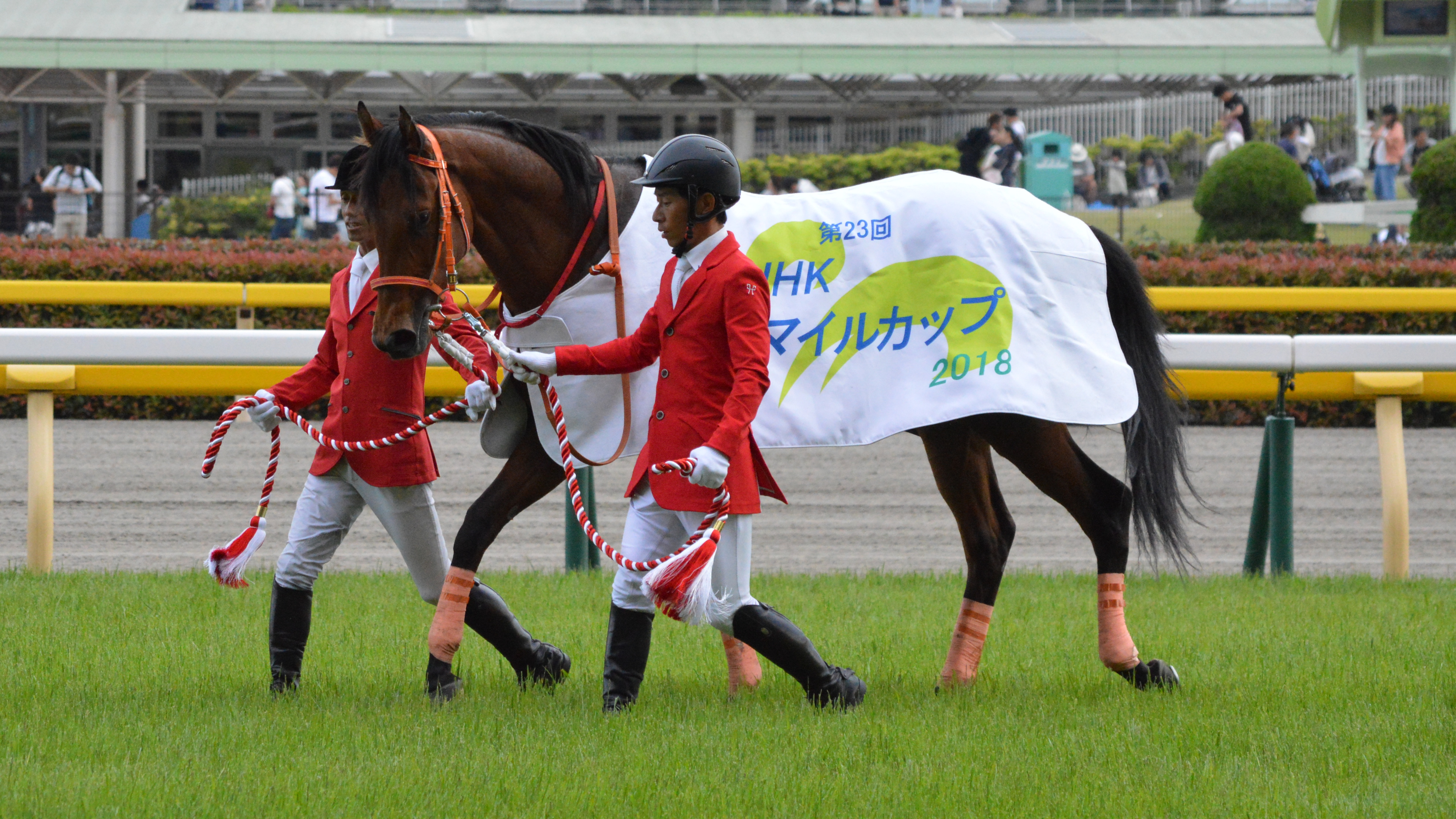
케이아이 노티크 (2015년산)
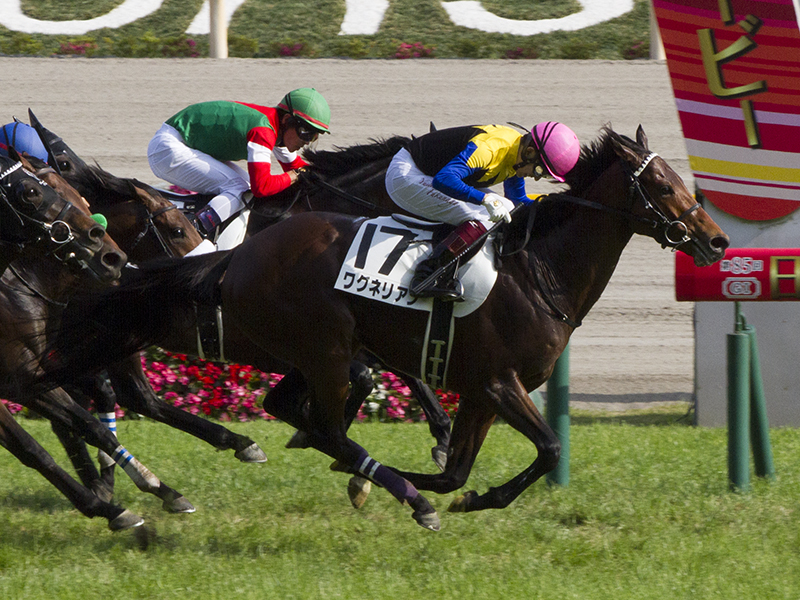
와그네리언 (2015년산)
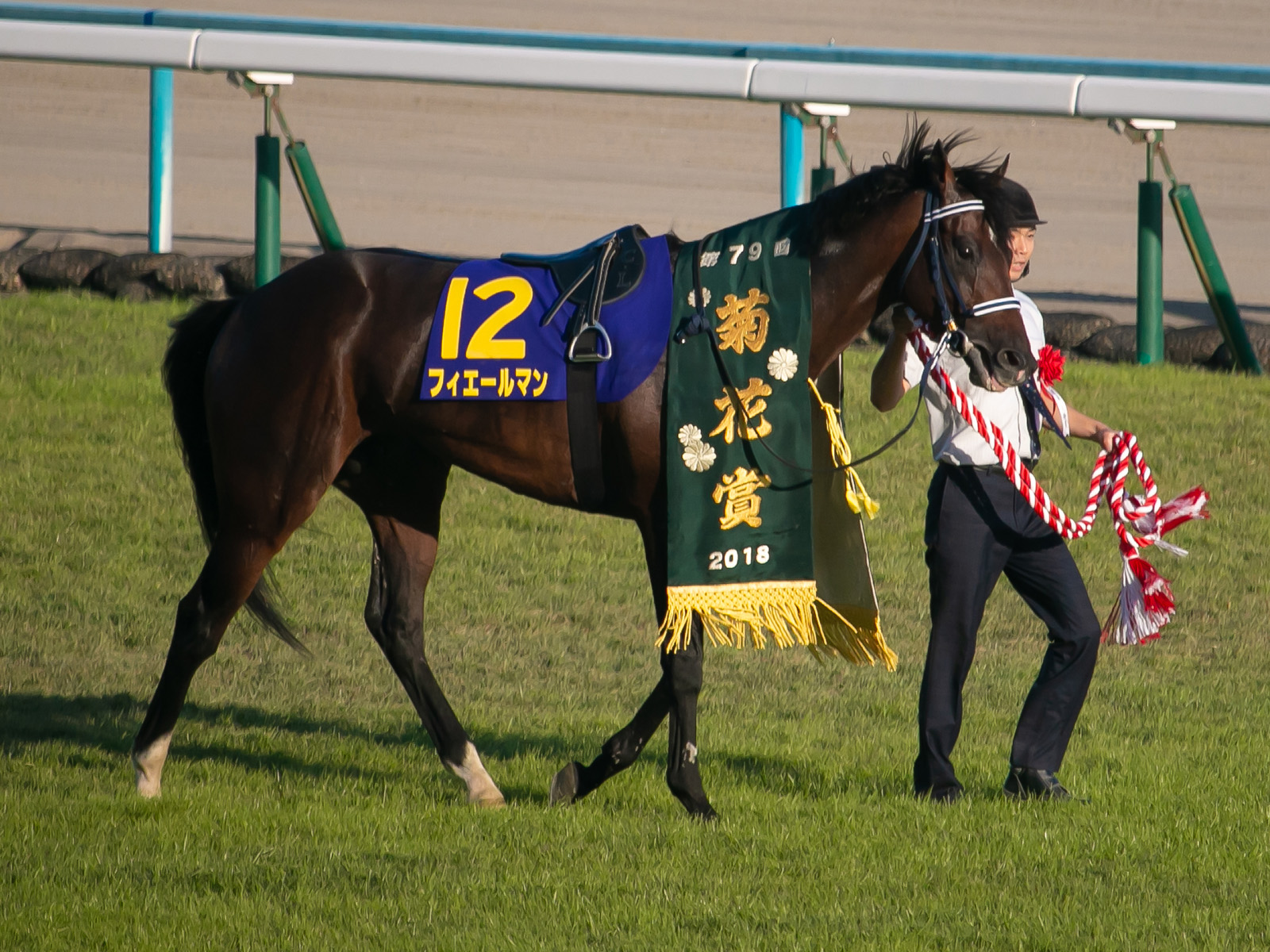
피에르망 (2015년산)
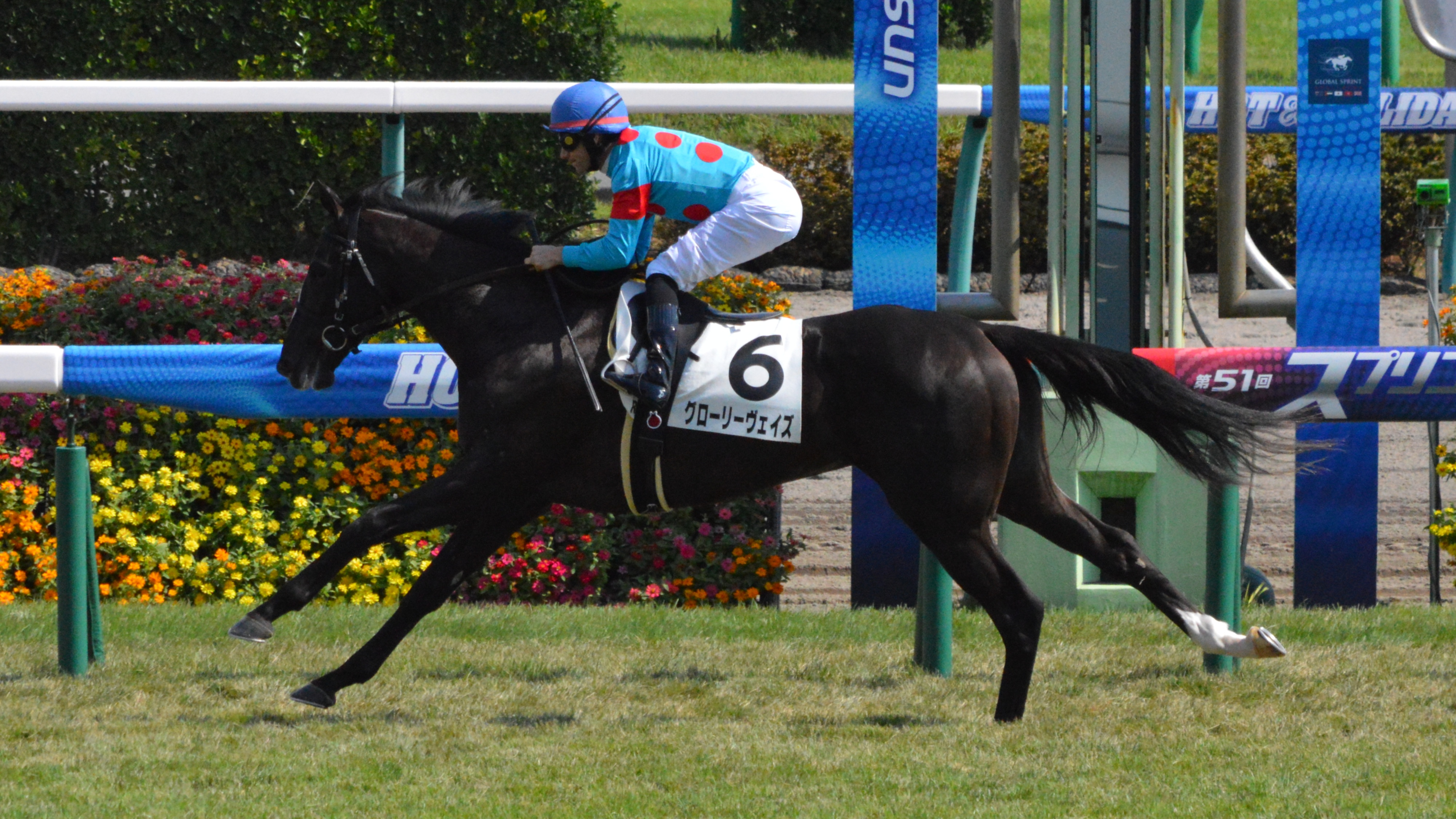
글로리 베이즈 (2015년산)
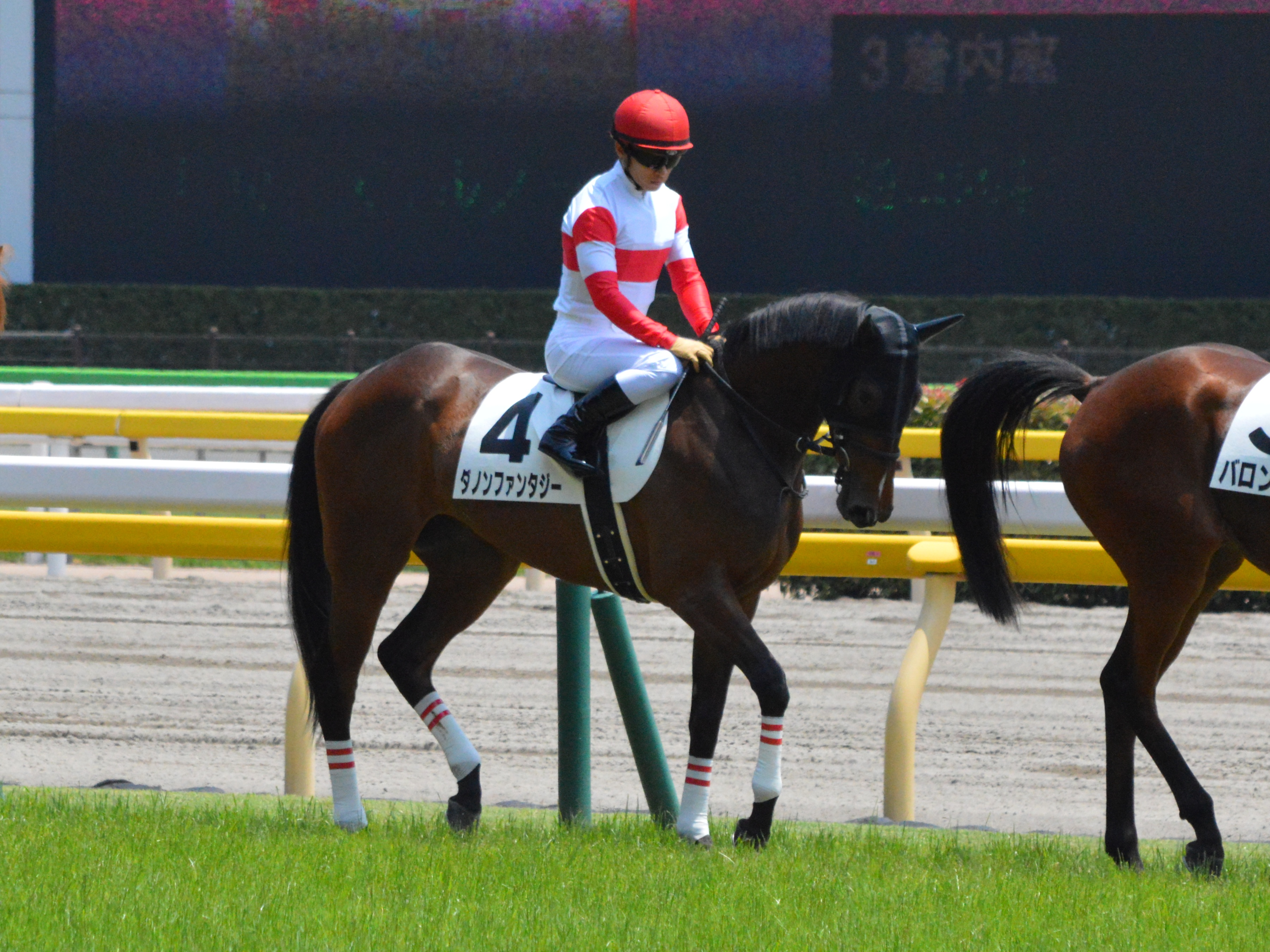
다논 판타지 (2016년산)
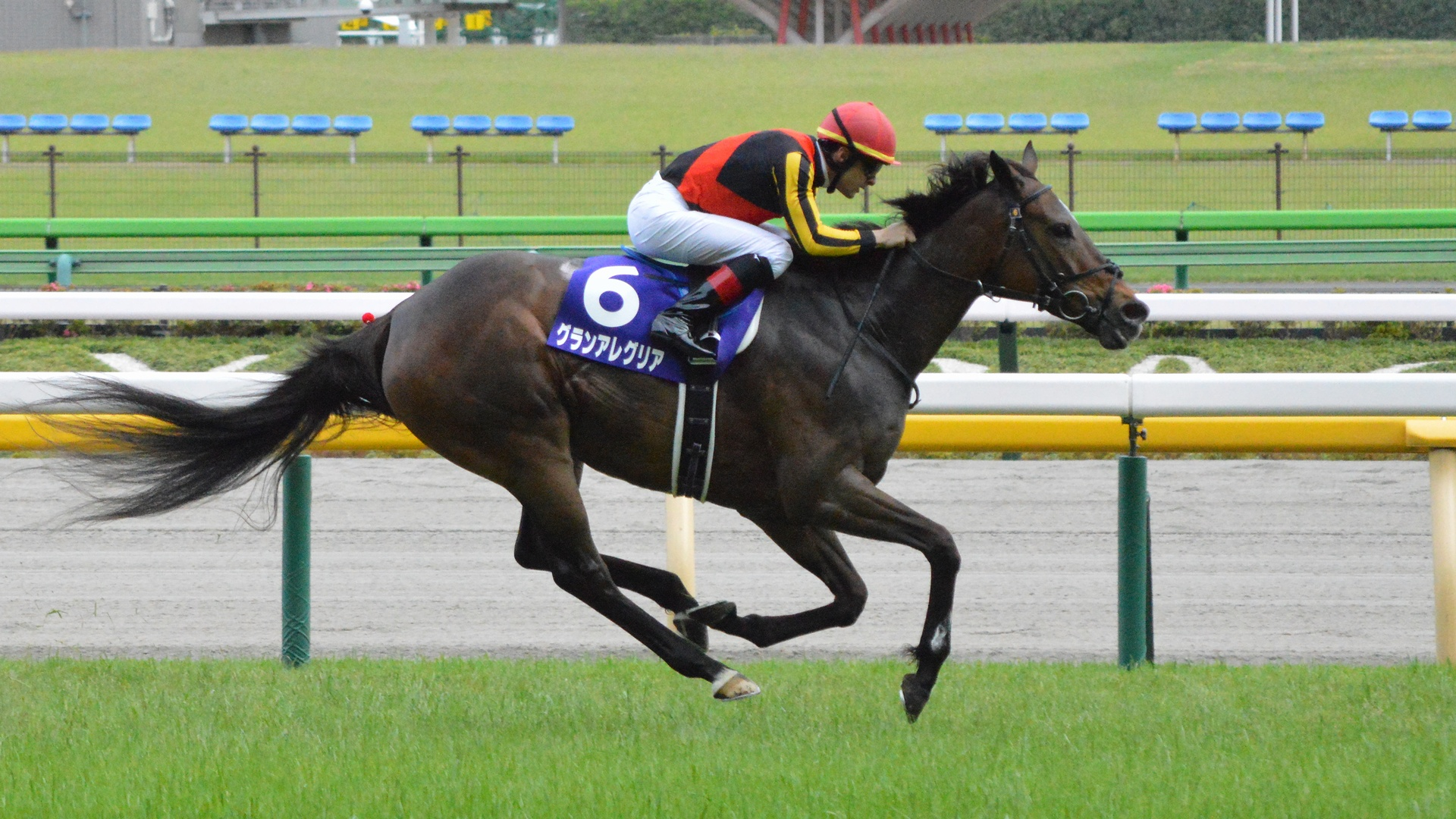
그란 알레그리아 (2016년산)
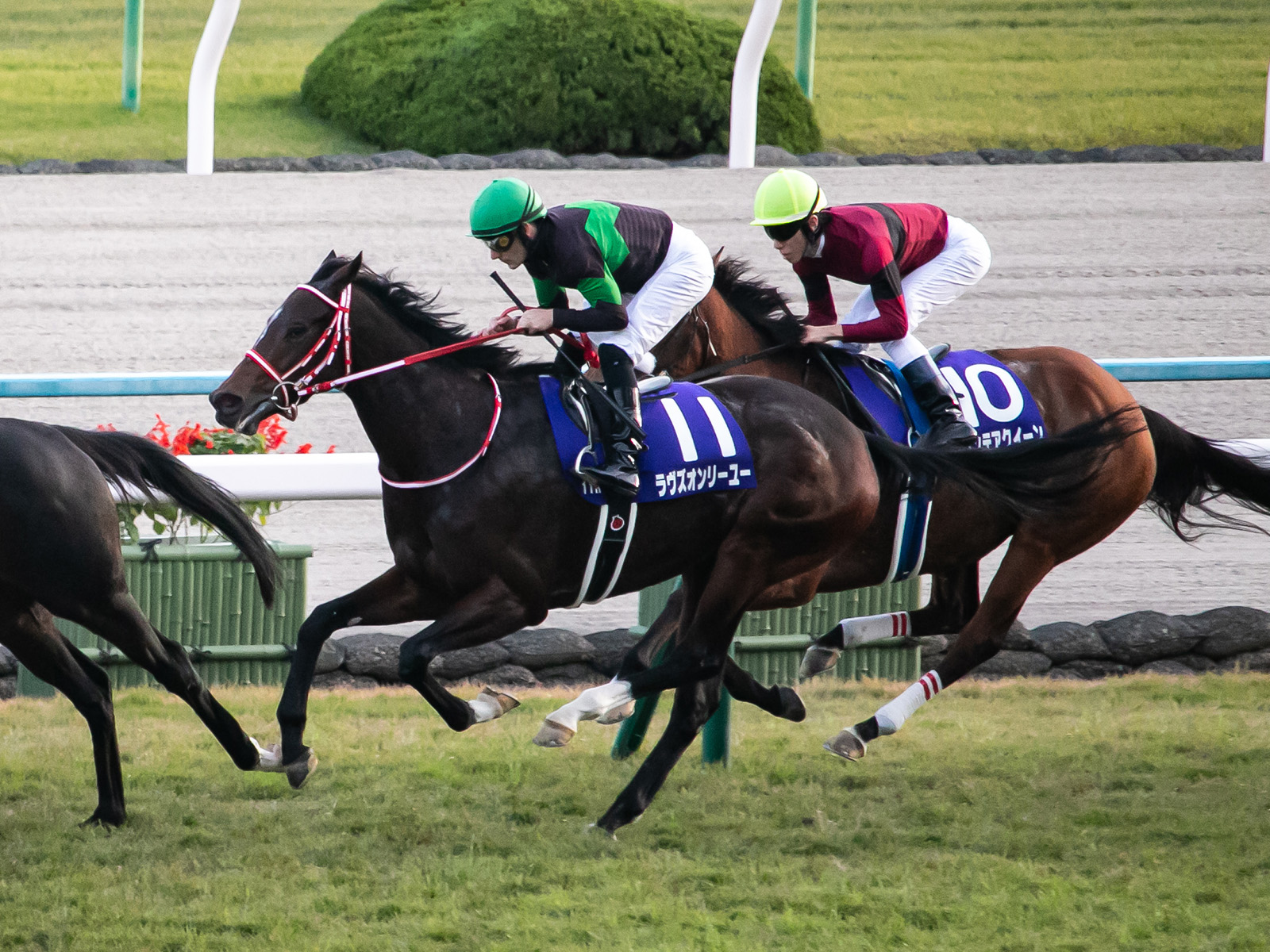
러브즈 온리 유 (2016년산)
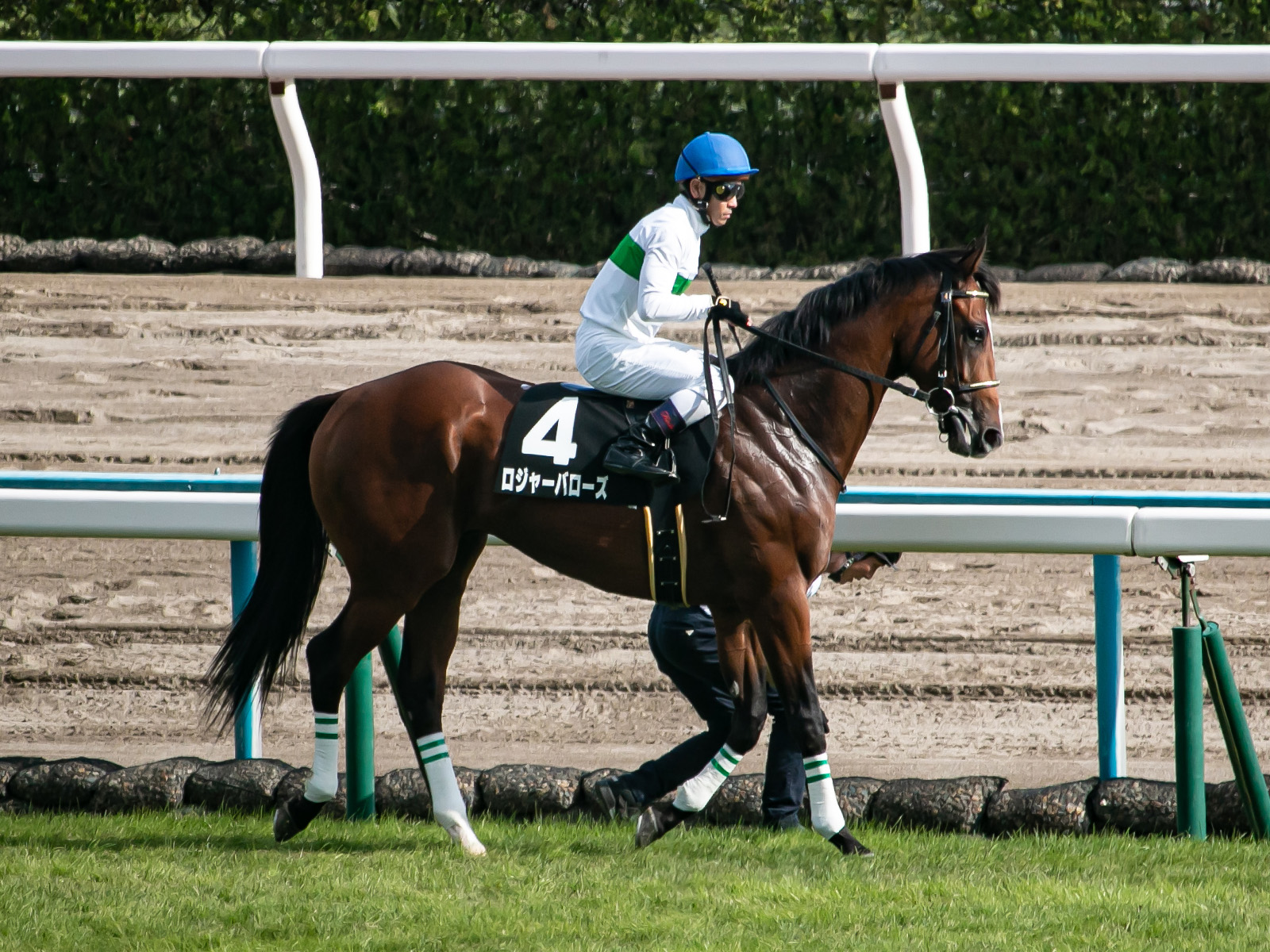
로저 배로즈 (2016년산)
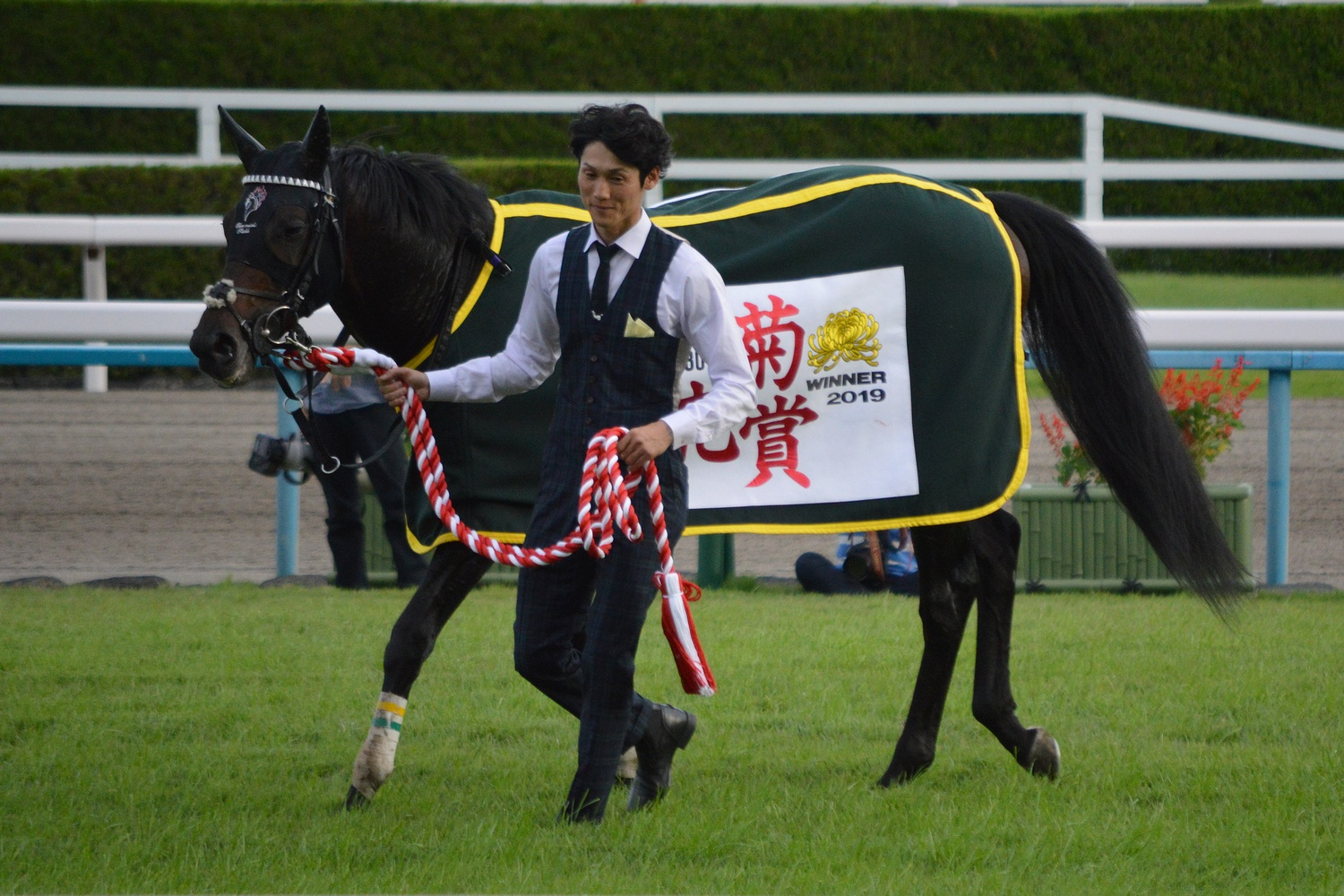
월드 프리미어 (2016년산)
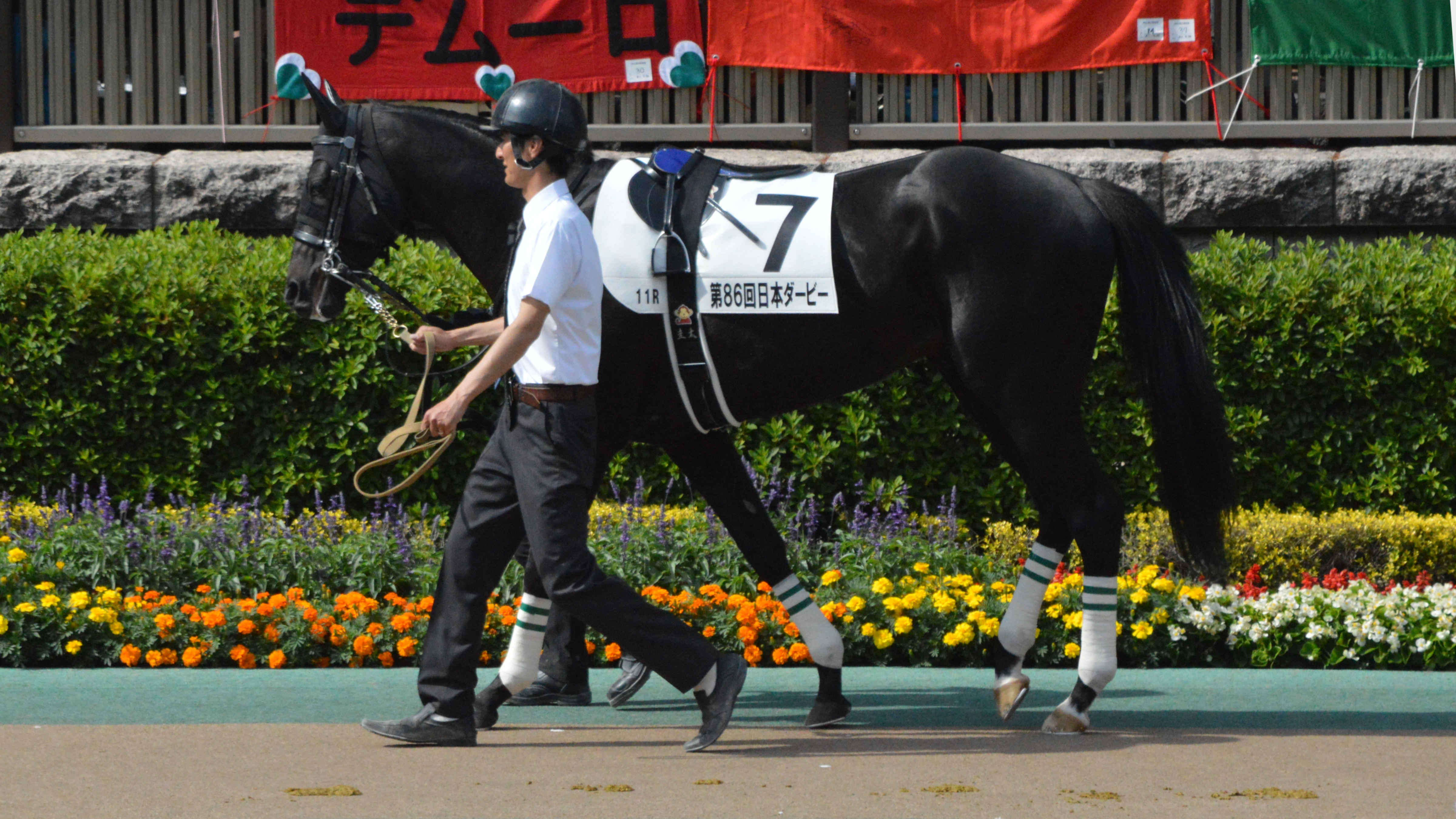
다논 킹리 (2016년산)
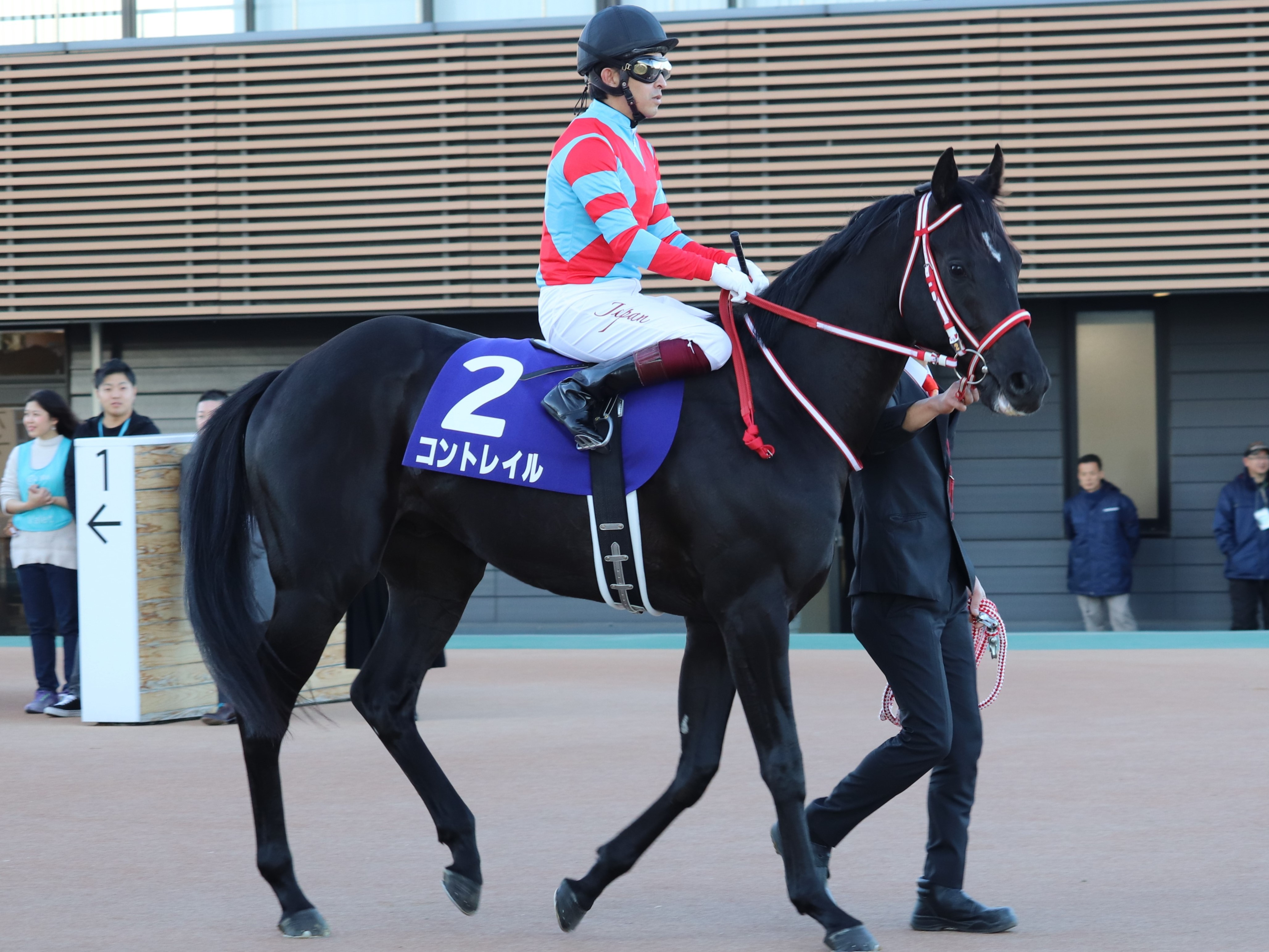
콘트레일 (2017년산)
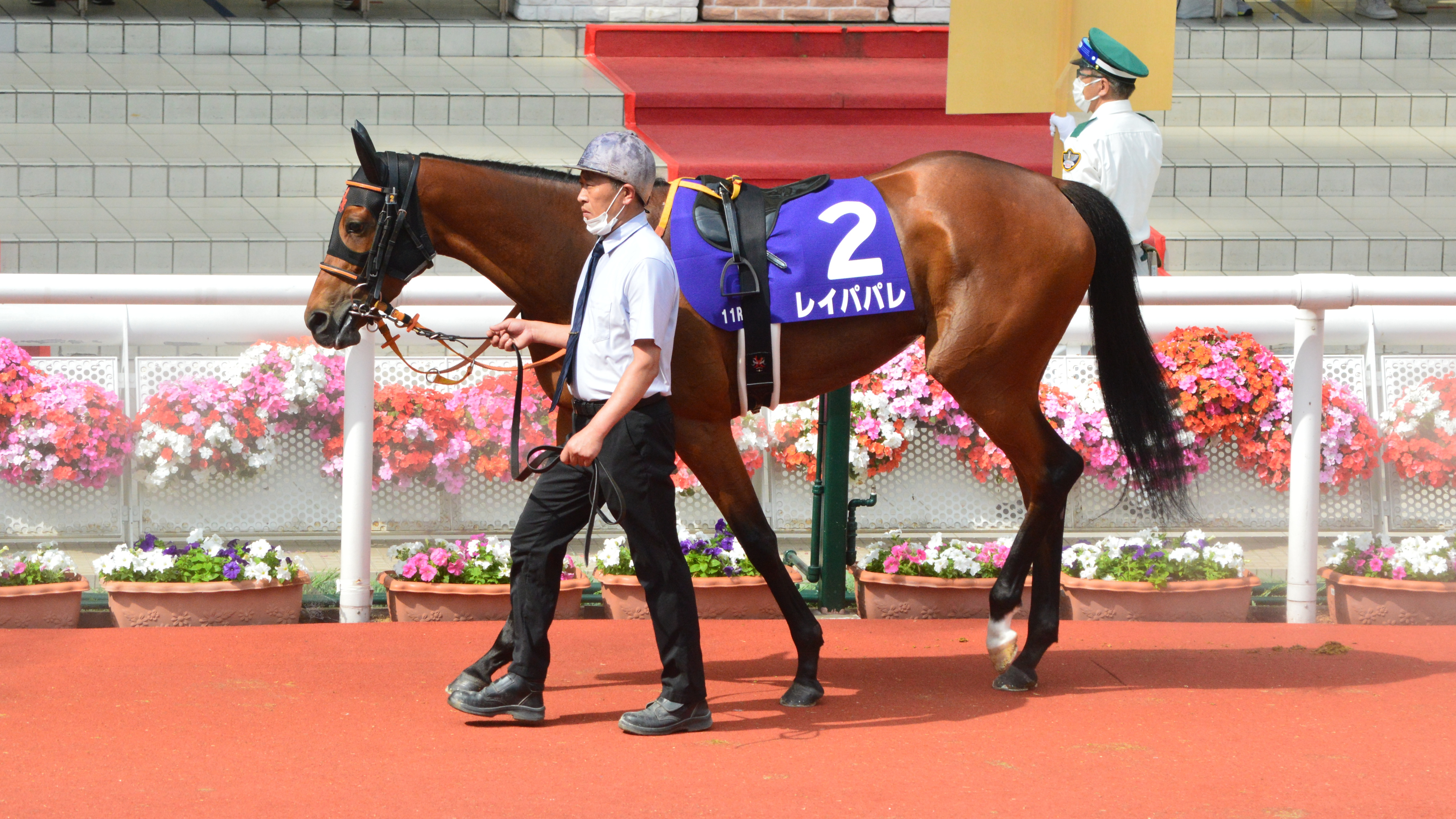
레이 파팔레 (2017년산)
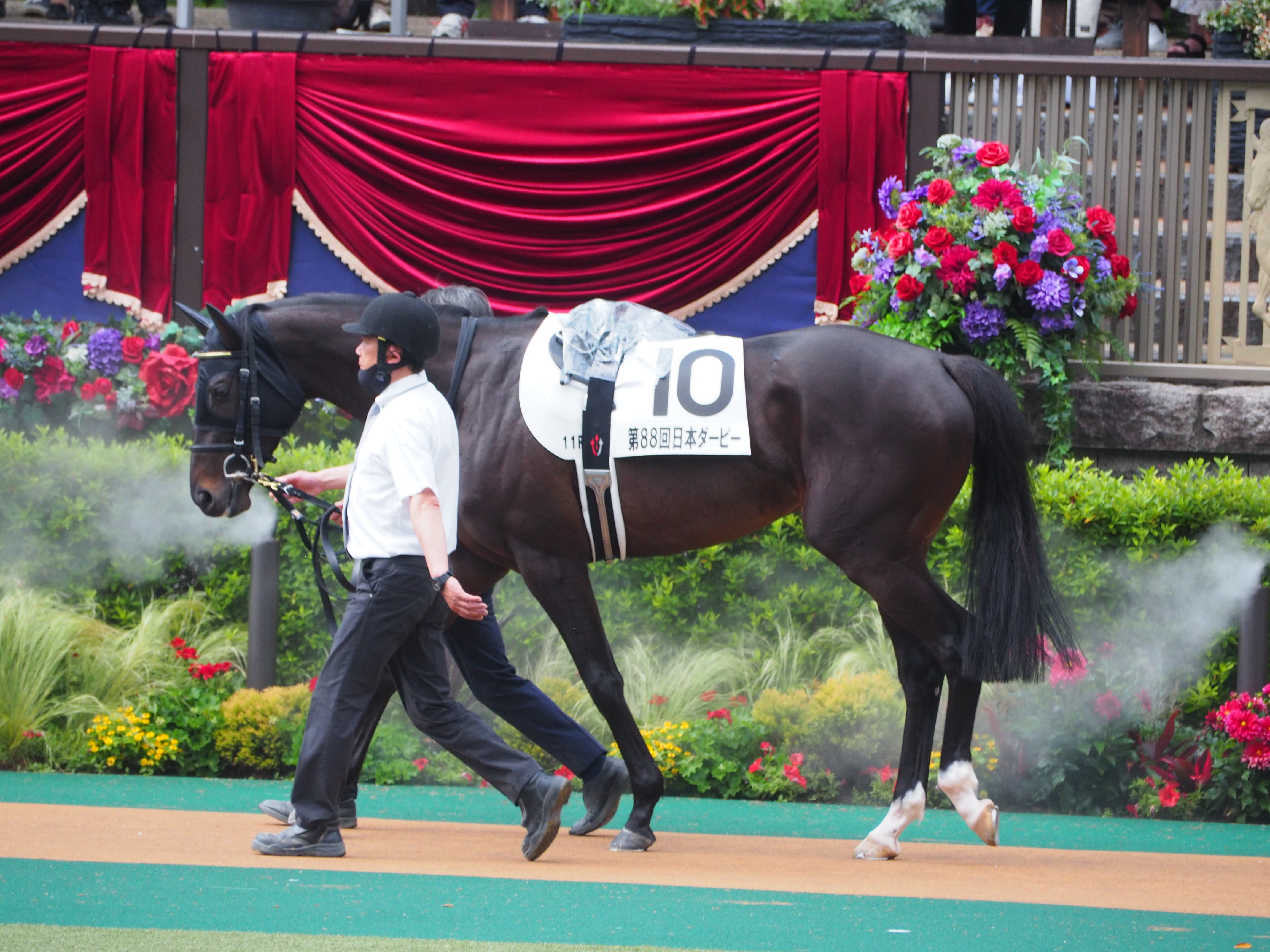
샤흐리야르 (2018년산)
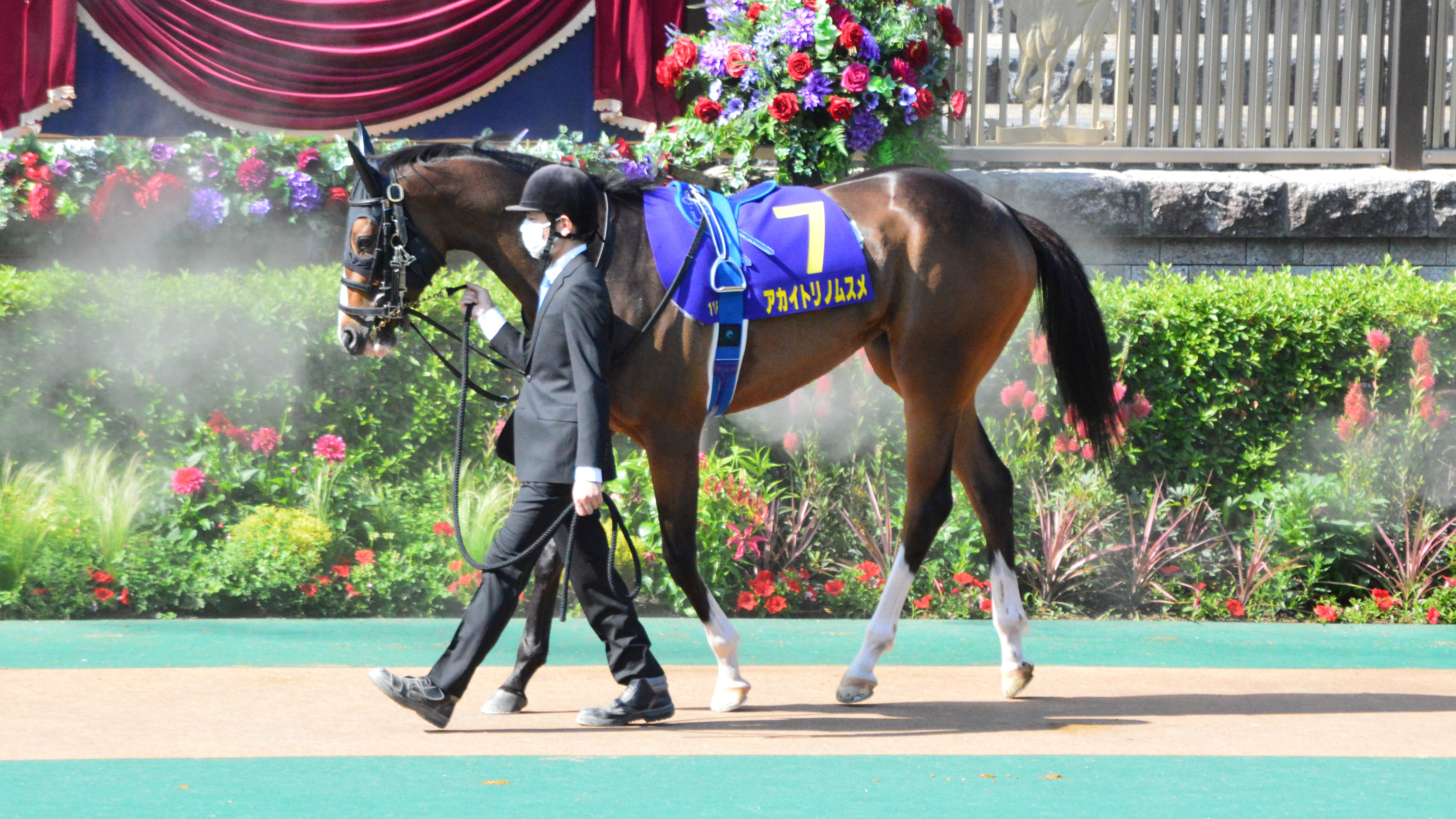
아카이 토리노 무스메 (2018년산)

## 혈통

### 혈통 배경
아버지 선데이 사일런스는 켄터키 더비와 브리더스 컵 클래식을 따낸 경주마. 13년 연속 일본 리딩 사이어에 빛나 GI마를 다수 배출하는 등 일본 경마사상에 남는 씨수말이다.
어머니 윈드 인 허 헤어는 경주마 시절 독일 G1의 아랄포칼을 우승해 엡섬 오크스에서도 2착에 들어가는 활약을 했다.
반자로 5세의 6월이라는 느린 데뷔하면서 데뷔에서 무상 5연승을 했고, 2003년 스프린터스 스테익스에서 4벌에 들어간 레이디 블론드 (아버지 시킹 더 골드, 6전 5승), 전형으로 2004년의 스프링 스테익스를 따낸 블랙 타이드, 전제로 2005년의 도쿄 스포츠배 2세 스테익스 3착의 온 파이어, 반제로 2006년의 호프 풀 스테이크스를 제제한 뉴 비기닝 (아버지 아그네스 타키온)이 있다. 또, 레이디 블론드의 손자로, 도쿄 우준과 천황상 (가을)에 우승한 레이 데 오로가 있다.
증조모 하이클레어는 엘리자베스 2세가 소유하고 1000 기니, 디아누상 (프랑스 오크스)을 이겨 킹 조지 6세 & 퀸 엘리자베스 다이아몬드 스테이크스에서 2착에 들어간 명마였다. 이 하이클레어의 일족에는 1989년의 엡섬 더비 등을 따낸 나슈완, 2002년의 두바이 시마 클래식 등을 이긴 네이프가 있는 것 외에 씨수말로서 일본에 수입된 밀포드, 2003년 NHK 마일 컵 등을 따낸 윈크루거, 2006년 머메이드 스테익스를 따낸 솔리드 플래티넘 등 일본에서 활약한 경주마도 있다 (그 외 근친의 활약마는 하이클레어 일족의 항목을 참조).

### 혈통표
| 부 *선데이 사일런스 Sunday Silence 1986 청록모 미국     | Halo 1969 흑록모 미국       | Hail to Reason 1958  | Turn-to         |
| 부 *선데이 사일런스 Sunday Silence 1986 청록모 미국     | Halo 1969 흑록모 미국       | Hail to Reason 1958  | Nothirdchance   |
| 부 *선데이 사일런스 Sunday Silence 1986 청록모 미국     | Halo 1969 흑록모 미국       | Cosmah 1953          | Cosmic Bomb     |
| 부 *선데이 사일런스 Sunday Silence 1986 청록모 미국     | Halo 1969 흑록모 미국       | Cosmah 1953          | Almahmoud       |
| 부 *선데이 사일런스 Sunday Silence 1986 청록모 미국     | Wishing Well 1975 녹모 미국 | Understanding 1963   | Promised Land   |
| 부 *선데이 사일런스 Sunday Silence 1986 청록모 미국     | Wishing Well 1975 녹모 미국 | Understanding 1963   | Pretty Ways     |
| 부 *선데이 사일런스 Sunday Silence 1986 청록모 미국     | Wishing Well 1975 녹모 미국 | Mountain Flower 1964 | Montparnasse    |
| 부 *선데이 사일런스 Sunday Silence 1986 청록모 미국     | Wishing Well 1975 녹모 미국 | Mountain Flower 1964 | Edelweiss       |
| 모 *윈드 인 허 헤어 Wind in Her Hair 1991 녹모 아일랜드 | Alzao 1980 녹모 미국        | Lyphard 1969         | Northern Dancer |
| 모 *윈드 인 허 헤어 Wind in Her Hair 1991 녹모 아일랜드 | Alzao 1980 녹모 미국        | Lyphard 1969         | Goofed          |
| 모 *윈드 인 허 헤어 Wind in Her Hair 1991 녹모 아일랜드 | Alzao 1980 녹모 미국        | Lady Rebecca 1971    | Sir Ivor        |
| 모 *윈드 인 허 헤어 Wind in Her Hair 1991 녹모 아일랜드 | Alzao 1980 녹모 미국        | Lady Rebecca 1971    | Pocahontas      |
| 모 *윈드 인 허 헤어 Wind in Her Hair 1991 녹모 아일랜드 | Burghclere 1977 녹모 영국   | Busted 1963          | Crepello        |
| 모 *윈드 인 허 헤어 Wind in Her Hair 1991 녹모 아일랜드 | Burghclere 1977 녹모 영국   | Busted 1963          | Sans Le Sou     |
| 모 *윈드 인 허 헤어 Wind in Her Hair 1991 녹모 아일랜드 | Burghclere 1977 녹모 영국   | Highclere 1971       | Queen's Hussar  |
| 모 *윈드 인 허 헤어 Wind in Her Hair 1991 녹모 아일랜드 | Burghclere 1977 녹모 영국   | Highclere 1971       | Highlight       |

## 같이 보기
- 세인트 라이트
- 신잔
- 심볼리 루돌프
- 나리타 브라이언
- 오르페브르

### 내용주
1. ↑  미국 삼관에서는 개런트 폭스와 오마하 부자가 삼관을 달성하고 있지만, 모두 데뷔전에서 패전하고 있다.
2. ↑  2016년에 JRA에서 호주로 이적. G1 첫 승리는 호주 이적 뒤이기 때문에 일본 국외 조교마로 취급한다.[19]

### 참조주
1. 1 2 3 4  “ディープインパクト”. 《JBISサーチ》. 日本軽種馬協会. 2021년 6월 22일에 확인함.
2. ↑  国際競馬統括機関連盟 (IFHA) 2006년12月31日付 The World Thouroughbred Racehorse Rankings 2016년4月2日閲覧。
3. ↑  国際競馬統括機関連盟(IFHA) The IFHA WORLD THOROUGHBRED RACEHORSE RANKINGS for 2006 2016년4月2日閲覧。
4. ↑  “【국화상】コントレイル 父ディープインパクト 親子2代での牡馬三冠 空前絶後の大記録は達成されるのか”. テレビ東京. 2020년 10월 25일. 2021년 12월 30일에 확인함.
5. ↑  “ディープインパクト”. 《netkeiba.com》. ネットドリーマーズ. 2020년 1월 12일에 확인함.
6. ↑  “2006 Prix de l'Arc de Triomphe Lucien Barrière”. 2020년 1월 12일에 확인함. 다음 글자 무시됨: ‘website-GENYcourses ’ (도움말)
7. ↑  さようならディープインパクト、30-31頁。
8. ↑  さようならディープインパクト、33頁。
9. 1 2 3 4  ディープインパクト 2008年産 重賞勝利レース 1ページ目, 2ページ目 netkeiba.com
10. ↑  “リアルインパクトが叩き合いを制し海外GI制覇！/豪・ジョージライダーS”. 《netkeiba.com》. ネットドリーマーズ. 2015년 3월 21일. 2018년 11월 22일에 확인함.
11. ↑  “ジェンティルドンナが不利をはねのけ優勝！昨年の雪辱を果たす！/두바이 시마 클래식”. 《netkeiba.com》. ネットドリーマーズ. 2014년 3월 30일. 2016년 1월 23일에 확인함.
12. 1 2 3 4 5 6  ディープインパクト 2009年産 重賞勝利レース 1ページ目, 2ページ目 netkeiba.com
13. ↑  “Beauty Parlour Race record”. Racing Post. 2015년 9월 24일에 원본 문서에서 보존된 문서. 2015년 8월 24일에 확인함.
14. ↑  “武豊キズナ, 日英ダービー馬の叩き合いを制して前哨戦V！/니엘상・仏”. 《netkeiba.com》. ネットドリーマーズ. 2013년 9월 16일. 2016년 9월 12일에 확인함.
15. 1 2 3  ディープインパクト 2010年産 重賞勝利レース 1ページ目, 2ページ目 netkeiba.com
16. 1 2 3 4 5 6 7  ディープインパクト 2011年産 重賞勝利レース 1ページ目, 2ページ目 netkeiba.com
17. ↑  “エイシンヒカリ逃走V！ 2着ヌーヴォで日本勢ワンツー！/香港C”. 《netkeiba.com》. ネットドリーマーズ. 2015년 12월 13일. 2018년 11월 22일에 확인함.
18. ↑  “エイシンヒカリ, 独走Vで海外GI連勝!/仏・이스판상”. 《netkeiba.com》. ネットドリーマーズ. 2016년 5월 24일. 2016년 5월 24일에 확인함.
19. 1 2  豪州移籍のトーセンスターダムがGIで現地初勝利! netkeiba.com 2017년10月14日閲覧
20. ↑  【豪エミレーツＳ】トーセンスターダムがＧＩ２勝目！ サンケイスポーツ 2018년01月09日閲覧
21. 1 2 3 4  ディープインパクト 2012年産 重賞勝利レース 1ページ目 netkeiba.com
22. ↑  “リアルスティールが抜け出しV！ 念願のGI初制覇！/두바이 터프”. 《netkeiba.com》. ネットドリーマーズ. 2016년 3월 27일. 2016년 3월 27일에 확인함.
23. 1 2 3 4 5 6  ディープインパクト 2013年産 重賞勝利レース 1ページ目, 2ページ目 netkeiba.com
24. ↑  “ヴィブロスが海外GI初制覇!/두바이 터프”. 《netkeiba.com》. ネットドリーマーズ. 2017년 3월 26일. 2016년 3월 26일에 확인함.
25. ↑  “【니엘상】マカヒキが世界デビュー戦でＶ　凱旋門賞へ向け好発進”. 《netkeiba.com》. ネットドリーマーズ. 2016년 9월 11일. 2016년 9월 13일에 확인함.
26. 1 2  ディープインパクト 2014年産 重賞勝利レース 1ページ目 netkeiba.com
27. ↑  “Fierce Impact Race record”. Racing Post. 2020년 1월 5일에 확인함.
28. ↑  “アンジュデジール 全競走成績”. 《JBISサーチ》. 日本軽種馬協会. 2018년 4월 12일에 확인함.
29. 1 2 3 4 5  ディープインパクト 2015年産 重賞勝利レース 1ページ目, 2ページ目 netkeiba.com
30. ↑  “Saxon Warrior Race record”. Racing Post. 2020년 8월 18일에 확인함.
31. ↑  “Study of Man Race record”. Racing Post. 2018년 5월 10일에 확인함.
32. ↑  “【홍콩 버즈】モレイラマジック！　グローリーヴェイズが香港でGI初制覇！/海外競馬レース結果”. 《netkeiba.com》. ネットドリーマーズ. 2019년 12월 8일. 2020년 1월 1일에 확인함.
33. 1 2 3 4 5 6  ディープインパクト 2016年産 重賞勝利レース 1ページ目 netkeiba.com
34. 1 2 3  ディープインパクト 2017年産 重賞勝利レース 1ページ目, 2ページ目 netkeiba.com
35. ↑  “Fancy Blue Race record”. Racing Post. 2020년 8월 18일에 확인함.
36. 1 2  ディープインパクト 2018年産 重賞勝利レース 1ページ目 netkeiba.com
37. ↑  “Snowfall record”. Racing Post. 2021년 6월 5일에 확인함.
38. ↑  “Profondo record”. Racing Post. 2021년 10월 20일에 확인함.
39. ↑  “Glint Of Hope | Race Record & Form | Racing Post”. 《www.racingpost.com》. 2022년 5월 1일에 확인함.
40. ↑  ディープインパクト 2019年産 重賞勝利レース 1ページ目 netkeiba.com
41. ↑  “ウインドインハーヘア”. 《JBISサーチ》. 2016년 10월 10일에 확인함.
42. ↑  “レディブロンド”. 《netkeiba.com》. ネットドリーマーズ. 2016년 10월 10일에 확인함.
43. ↑  “ブラックタイド”. 《netkeiba.com》. ネットドリーマーズ. 2016년 10월 10일에 확인함.
44. ↑  “オンファイア”. 《netkeiba.com》. ネットドリーマーズ. 2016년 10월 10일에 확인함.
45. ↑  “レイデオロ”. 《netkeiba.com》. ネットドリーマーズ. 2020년 1월 1일에 확인함.
46. ↑  “Highclere”. 《JBISサーチ》. 2016년 10월 10일에 확인함.
47. ↑  “Nashwan”. 《JBISサーチ》. 2016년 10월 10일에 확인함.
48. ↑  “Nayef”. 《JBISサーチ》. 2016년 10월 10일에 확인함.
49. ↑  “ミルフォード”. 《netkeiba.com》. ネットドリーマーズ. 2016년 10월 10일에 확인함.
50. ↑  “ウインクリューガー”. 《netkeiba.com》. ネットドリーマーズ. 2016년 10월 10일에 확인함.
51. ↑  “ソリッドプラチナム”. 《netkeiba.com》. ネットドリーマーズ. 2016년 10월 10일에 확인함.